# فیلم در ۱۹۹۱
این نوشتار به بررسی رویدادها و اتفاقات مهم سینما در سال ۱۹۹۱ می‌پردازد.

## پرفروش‌ترین فیلم‌ها
ده فیلم پرفروش سال ۱۹۹۱:
| رتبه | عنوان                    | توزیع کننده                | فروش جهانی   |
| ---- | ------------------------ | -------------------------- | ------------ |
| ۱.   | نابودگر ۲: روز داوری     | ترایستار پیکچرز            | $۵۱۹،۸۴۳،۳۴۵ |
| ۲.   | رابین هود: شاهزاده دزدان | برادران وارنر              | $۳۹۰،۴۹۳،۹۰۸ |
| ۳.   | دیو و دلبر ‌              | استودیو سینمایی والت دیزنی | $۳۴۶٬۳۱۷٬۲۰۷ |
| ۴.   | هوک ‌                     | تریستار                    | $۳۰۰،۸۵۴،۸۲۳ |
| ۵.   | سکوت بره‌ها ‌              | اوریون پیکچرز              | $۲۷۲،۷۴۲،۹۲۲ |
| ۶.   | جی‌اف‌کی ‌                  | برادران وارنر              | $۲۰۵،۴۰۵،۴۹۸ |
| ۷.   | خانواده آدامز            | پارامونت پیکچرز / Orion    | $۱۹۱،۵۰۲،۴۲۶ |
| ۸.   | تنگه وحشت ‌               | یونیورسال استودیوز         | $۱۸۲،۲۹۱،۹۶۹ |
| ۹.   | زبر و زرنگ‌ها!            | فاکس قرن بیستم             | $۱۸۱،۰۹۶،۱۶۴ |
| ۱۰.  | حقه‌بازان شهر             | کلمبیا پیکچرز              | $۱۷۹،۰۳۳،۷۹۱ |

## رویدادها
- آوریل ۲۸ - بانی ریت با مایکل اوکیف در نیویورک ازدواج کرد.
- ژوئیه ۳ - نابودگر ۲: روز داوری به عنوان یکی از پیشگامان فیلم‌های علمی–تخیلی بخاطر استفاده از جلوه‌های بصری نوآورانه خود در صنعت سینما شناخته شد.
- سونی پیکچرز توانست تشکیلات کلمبیا پیکچرز را کسب کند. در نتیجهٔ آن، Tri-Star Pictures علامت اختصاری آن حذف و تبدیل به TriStar Pictures شده و در همان حین RCA/Columbia Pictures Home Video به Columbia-TriStar Home Video تغییر نام یافت.
- نوامبر ۲۲ - والت دیزنی پیکچرز فیلم دیو و دلبر ‌ را منتشر می‌کند، این فیلم بر اساس داستانی از ژان کوتو که در سال ۱۹۴۶ نوشته بود ساخته شده بود. این فیلم به عنوان یکی از معروف‌ترین و پرطرفدارترین فیلم‌های عاشقانه و انیمیشن در تاریخ سینما بود. این فیلم به عنوان اولین فیلم انیمیشن شناخته میشد که برای دریافت جایزه اسکار بهترین فیلم نامزد شده بود.

## جوایز
شصت و چهارمین دوره جوایز اسکار
چهل و نهمین مراسم گلدن گلوب
نخل طلا (جشنواره فیلم کن):
بارتون فینک، کارگردانی شده توسط برادران کوئن، ایالات متحده
شیر طلایی (جشنواره فیلم ونیز):
نزدیک بهشت ‌ (Urga)، کارگردانی شده توسط نیکیتا میخالکوف، فرانسه / USSR
جشنواره بین‌المللی فیلم برلین (جشنواره فیلم برلین):
خانه لبخندها (The House of Smiles)، کارگردانی شده توسط مارکو فرری، ایتالیا
| رده‌ها                     | چهل و نهمین مراسم گلدن گلوب ژانویه ۱۸، ۱۹۹۲ | چهل و نهمین مراسم گلدن گلوب ژانویه ۱۸، ۱۹۹۲ | چهل و پنجمین دوره جوایز بفتا فوریه ۲۱، ۱۹۹۲ | شصت و چهارمین دوره جوایز اسکار مارس ۳۰، ۱۹۹۲ |
| رده‌ها                     | درام                                        | موزیکال یا کمدی                             | چهل و پنجمین دوره جوایز بفتا فوریه ۲۱، ۱۹۹۲ | شصت و چهارمین دوره جوایز اسکار مارس ۳۰، ۱۹۹۲ |
| ------------------------- | ------------------------------------------- | ------------------------------------------- | ------------------------------------------- | -------------------------------------------- |
| بهترین فیلم               | باگزی                                       | دیو و دلبر                                  | تعهدات                                      | سکوت بره‌ها                                   |
| بهترین کارگردان           | الیور استون جی‌اف‌کی                          | الیور استون جی‌اف‌کی                          | آلن پارکر تعهدات                            | جاناتان دمی سکوت بره‌ها                       |
| بهترین بازیگر مرد         | نیک نولتی شاهزاده جزر و مد                  | رابین ویلیامز شاه ماهیگیر                   | آنتونی هاپکینز سکوت بره‌ها                   | آنتونی هاپکینز سکوت بره‌ها                    |
| بهترین بازیگر زن          | جودی فاستر سکوت بره‌ها                       | بت میدلر برای پسران                         | جودی فاستر سکوت بره‌ها                       | جودی فاستر سکوت بره‌ها                        |
| بهترین بازیگر مکمل مرد    | جک پالانس حقه‌بازان شهر                      | جک پالانس حقه‌بازان شهر                      | آلن ریکمن رابین هود: شاهزاده دزدان          | جک پالانس حقه‌بازان شهر                       |
| بهترین بازیگر مکمل زن     | مرسدس روئل شاه ماهیگیر                      | مرسدس روئل شاه ماهیگیر                      | کیت نلیگان فرانکی و جانی                    | مرسدس روئل شاه ماهیگیر                       |
| بهترین فیلم‌نامه / اقتباسی | تلما و لوییز کالی خوری                      | تلما و لوییز کالی خوری                      | تعهدات دیک کلمنت                            | سکوت بره‌ها تد تلی                            |
| بهترین فیلم‌نامه / اصلی    | تلما و لوییز کالی خوری                      | تلما و لوییز کالی خوری                      | Truly Madly Deeply آنتونی مینگلا            | تلما و لوییز کالی خوری                       |
| بهترین امتیاز             | دیو و دلبر آلن منکن                         | دیو و دلبر آلن منکن                         | سیرانو دو برژراک ژان-کلود پتی               | دیو و دلبر آلن منکن                          |
| بهترین ترانه              | "دیو و دلبر" دیو و دلبر ‌                    | "دیو و دلبر" دیو و دلبر ‌                    |                                             | "دیو و دلبر" دیو و دلبر                      |
| بهترین فیلم خارجی زبان    | اروپا اروپا (Hitlerjunge Salomon)           | اروپا اروپا (Hitlerjunge Salomon)           | Nasty Girls                                 | مدیترانه                                     |

## فیلم‌های منتشر شده گسترده سال ۱۹۹۱

### ژانویه–مارس
| افتتاحیه         | افتتاحیه                      | عنوان                                                   | استودیو | دست اندرکاران | سبک                                          |
| ---------------- | ----------------------------- | ------------------------------------------------------- | --- | --- | -------------------------------------------- |
| J A N U A R Y    | ۱۱                            | شیردل ‌                                                  | یونیورسال استودیوز | شلدون لتیچ (کارگردان); S.N. Warren، ژان کلود ون دام، Sheldon Lettich (فیلم‌نامه); ژان کلود ون دام، هریسون پیج، دبورا رنارد، برایان تامپسون، لیسا پلیکان، اشلی جانسون، اش آدامز، میشل قیسی، Abdul Qissi                                                                    | فیلم اکشن                                    |
| J A N U A R Y    | ۱۱                            | بدون دخترم هرگز                                         | مترو گلدوین مایر | برایان گیلبرت (کارگردان); سالی فیلد، آلفرد مولینا | درام                                         |
| J A N U A R Y    | ۱۱                            | مدرسه اسکی                                              | Moviestore Entertainment | Damian Lee (کارگردان); David Mitchell (فیلم‌نامه); Dean Cameron، Tom Breznahan، Stuart Fratkin، Darlene Vogel، Ava Fabian، پاتریک لابیورتو، مارک توماس میلر، Spencer Rochfort، جان پایپر-فرگوسن                                                                           | ورزشی، فیلم کمدی                             |
| J A N U A R Y    | ۱۸                            | پرواز مزاحم                                             | پارامونت پیکچرز | جان میلیوس (کارگردان); رابرت دیلون، David Shaber (فیلم‌نامه); دنی گلاور، ویلم دفو، برد جانسون (هنرپیشه)، رزانا آرکت، تام سایزمور | فیلم اکشن، فیلم درام                         |
| J A N U A R Y    | ۱۸                            | Men of Respect                                          | کلمبیا پیکچرز | William Reilly (کارگردان/فیلم‌نامه); جان تورتورو، راد استایگر، Katherine Borowitz، استنلی توچی، پیتر بویل، دنیس فارینا | داستان جنایی، فیلم درام                      |
| J A N U A R Y    | ۱۸                            | سپیددندان ‌                                              | والت دیزنی پیکچرز | رندل کلایسر (کارگردان); Jeanne Rosenberg، Nick Thiel، David Fallon (فیلم‌نامه); ایثن هاک، کلاوس ماریا برانداور، سیمور کاسل | فیلم ماجراجویی                               |
| J A N U A R Y    | ۲۵                            | بیش از حد خورشید                                        | CineTel Films | رابرت داونی سینیور (کارگردان/فیلم‌نامه); Laura Ernst، Al Schwartz (فیلم‌نامه); آلن آربس، رابرت داونی جونیور، هاوارد داف | فیلم کمدی                                    |
|                  | ۸                             | نینجای آمریکایی ۴: نابودی                               | شرکت گروه کانن | Cedric Sundstrom (کارگردان); David Geeves (فیلم‌نامه); مایکل دادیکوف، دیوید بردلی (بازیگر آمریکایی)، جیمز بوت، Dwayne Alexandre، Ken Gampu، Robin Stille، Franz Dobrowsky، Ron Smerczak، Kely McClung، Jody Abrahams                                                      | فیلم اکشن، فیلم رزمی                         |
| داستان ال.ای     | ۸                             | ترایستار پیکچرز / کارولکو پیکچرز                        | میک جکسون (کارگردان) (کارگردان); استیو مارتین (فیلم‌نامه); استیو مارتین، ویکتوریا تنانت، ریچارد ای گرانت، مریلو هنر، سارا جسیکا پارکر                  | فیلم رمانتیک، فیلم کمدی |                                              |
| داستان بی‌پایان ۲ | ۸                             | برادران وارنر                                           | جرج تی. میلر (کارگردان); Karin Howard (فیلم‌نامه); جاناتان برندیس، Kenny Morrison، Clarissa Burt، جان ویسلی شیپ، Alexandra Johnes، توماس هیل (هنرپیشه) | فیلم فانتزی، فیلم ماجراجویی |                                              |
| خوابیدن با دشمن  | ۸                             | فاکس قرن بیستم                                          | جوزف روبن (کارگردان); رانالد بس (فیلم‌نامه); جولیا رابرتس، پاتریک برگین، کوین اندرسون (هنرپیشه)                                                        | فیلم درام، فیلم مهیج |                                              |
| ۱۴               | سکوت بره‌ها ‌                   | اوریون پیکچرز                                           | جاناتان دمی (کارگردان); تد تلی (فیلم‌نامه); جودی فاستر، آنتونی هاپکینز، اسکات گلن، تد لواین                                                            | فیلم معمایی، فیلم مهیج، فیلم ترسناک |                                              |
| ۱۵               | شاه رالف                      | یونیورسال استودیوز                                      | دیوید اس. وارد (کارگردان); جان گودمن، پیتر اوتول، جان هرت                                                                                             | فیلم کمدی |                                              |
| ۱۵               | هیچ‌چیز به‌جز دردسر (فیلم ۱۹۹۱) | برادران وارنر                                           | دن اکروید (کارگردان/فیلم‌نامه); چوی چیس، دن اکروید، جون کندی، دمی مور                                                                                  | فیلم ترسناک، فیلم کمدی |                                              |
| ۲۲               | He Said، She Said             | پارامونت پیکچرز                                         | کن کواپیس، ماریسا سیلور (کارگردان); Brian Hohlfeld (فیلم‌نامه); کوین بیکن، الیزابت پرکینز، ناتان لین، شارون استون، جرج مارتین (هنرپیشه)                | فیلم رمانتیک، فیلم کمدی |                                              |
| M A R C H        | ۱                             | دورز ‌                                                   | ترایستار پیکچرز / کارولکو پیکچرز | الیور استون (کارگردان/فیلم‌نامه); J. Randall Johnson (فیلم‌نامه); وال کیلمر، مگ رایان، کایل مک‌لاکلن، فرانک ویلی، کوین دیلون، کاتلین کویینلان، بیلی آیدل، Josh Evans | فیلم زندگینامه‌ای                             |
| M A R C H        | ۸                             | نیو جک سیتی                                             | برادران وارنر | ماریو فن پیبلز (کارگردان); Thomas Lee Wright، Barry Michael Cooper (فیلم‌نامه); وسلی اسنایپس، آیس-تی، آلن پاین، کریس راک، ماریو فن پیبلز، جاد نلسن | داستان جنایی، فیلم درام                      |
| M A R C H        | ۸                             | راه سخت                                                 | یونیورسال استودیوز | جان بدهام (کارگردان); مایکل جی فاکس، جیمز وودز، استیون لانگ (بازیگر)، آنابلا شورا، دلروی لیندو، ال ال کول جی، لوئیس گازمن، پنی مارشال | فیلم اکشن، فیلم کمدی                         |
| M A R C H        | ۱۵                            | فعالیت کلاسی (فیلم)                                     | فاکس قرن بیستم | مایکل اپتد (کارگردان); Carolyn Shelby، Christopher Ames، Samantha Shad (فیلم‌نامه); جین هکمن، مری الیزابت ماسترانتونیو | درام حقوقی                                   |
| M A R C H        | ۱۵                            | در مظان جرم                                             | برادران وارنر | اروین وینکلر (کارگردان/فیلم‌نامه); رابرت دنیرو، آنت بنینگ، جورج ونت، سام وانامیکر، مارتین اسکورسیزی | فیلم مهیج                                    |
| M A R C H        | ۱۵                            | If Looks Could Kill                                     | برادران وارنر | ویلیام دیر (کارگردان); دارن استار (فیلم‌نامه); ریچارد گریکو، لیندا هانت، کورنبرگ ریس، گابریله انور، راجر دالتری | فیلم اکشن، فیلم کمدی                         |
| M A R C H        | ۱۵                            | رنگ‌های واقعی (فیلم)                                     | پارامونت پیکچرز | هربرت راس (کارگردان); کوین وید (فیلم‌نامه); جیمز اسپیدر، جان کیوسک، ریچارد ویدمارک، مندی پتینکین، پل گویلفویل | فیلم درام                                    |
| M A R C H        | ۲۲                            | Defending Your Life                                     | برادران وارنر | آلبرت بروکس (کارگردان/فیلم‌نامه); آلبرت بروکس، مریل استریپ، ریپ تورن، لی گرانت، باک هنری | فیلم رمانتیک، فیلم کمدی، فیلم فانتزی         |
| M A R C H        | ۲۲                            | Teenage Mutant Ninja Turtles II: The Secret of the Ooze | نیو لاین سینما | Michael Pressman (کارگردان); Todd W. Langen (فیلم‌نامه); پیج تورکو، دیوید وارنر (بازیگر)، ارنی ریس جونیور، فرانسوا چاو، کوین نش، Toshishiro Obata، وانیلا آیس، Adam Carl، کوین کلش، Laurie Faso، David McCharen، Michael McConnohie، Robbie Rist، برایان توچی، فرانک ولکر | فیلم اکشن، فیلم کمدی، فیلم فانتزی، فیلم رزمی |
| M A R C H        | ۲۹                            | فرصت‌های شغلی (فیلم)                                     | یونیورسال استودیوز / جان هیوز | برایان گوردون (کارگردان); جان هیوز (فیلم‌نامه); فرانک ویلی، جنیفر کانلی، درموت مالرونی، کیران مولرونی، جان ام جکسون، جنی اوهارا، نوبل ویلینگهام، ویلیام فورسایت (بازیگر)، جون کندی، بری کوربین                                                                            | فیلم رمانتیک، فیلم کمدی                      |
| M A R C H        | ۲۹                            | The Five Heartbeats                                     | فاکس قرن بیستم | رابرت تاونزند (کارگردان); رابرت تاونزند، کینن آیوری وینز (فیلم‌نامه); رابرت تاونزند، مایکل رایت (هنرپیشه)، لیون رابینسون، هری لنیکس، Tico Wells، داین کارول | فیلم موزیکال،فیلم درام                       |

### آوریل–ژوئن
| افتتاحیه  | افتتاحیه | عنوان                                             | استودیو                                            | دست اندرکاران | سبک                                |
| --------- | -------- | ------------------------------------------------- | -------------------------------------------------- | --- | ---------------------------------- |
| A P R I L | ۵        | مرد در شرف ازدواج                                 | استودیو سینمایی والت دیزنی                         | Jerry Rees (کارگردان); نیل سایمون (فیلم‌نامه); الک بالدوین، کیم بسینگر، رابرت لوجا، الیزابت شو، پل رایزر، فیشر استیونس، پیتر دابسن، آرماند آسانته                      | فیلم رمانتیک، فیلم کمدی            |
| A P R I L | ۱۲       | در جستجوی عدالت                                   | برادران وارنر                                      | جان فلین (کارگردان) (کارگردان); David Lee Henry (فیلم‌نامه); استیون سیگال، ویلیام فورسایت (بازیگر)، جری اورباک، جو چمپا                                                | فیلم اکشن                          |
| A P R I L | ۱۹       | دراپ دد فرد                                       | نیو لاین سینما                                     | Ate de Jong (کارگردان); Carlos Davis، Anthony Fingleton (فیلم‌نامه); ریک مایال، فوبه کیتس، مارشا ماسون، تیم ماتسون، کری فیشر، Daniel Gerroll، ران الدارد               | فیلم کمدی، فیلم فانتزی             |
| A P R I L | ۱۹       | افکار مرگبار ‌                                     | کلمبیا پیکچرز                                      | آلن رودولف (کارگردان); William Reilly، Claude Kerven (فیلم‌نامه); دمی مور، گلن هدلی، بروس ویلیس، جان پنکاو، هاروی کایتل، Billie Neal، فرانک وینسنت                     | فیلم معمایی، فیلم مهیج             |
| A P R I L | ۲۶       | بوسه پیش از مرگ (فیلم ۱۹۹۱)                       | یونیورسال استودیوز                                 | James Dearden (کارگردان/فیلم‌نامه); مت دیلون، شان یانگ، ماکس فون سیدو، داین لد، جیمز روسو                                                                              | فیلم مهیج                          |
| A P R I L | ۲۶       | اسکار ‌                                            | استودیو سینمایی والت دیزنی                         | جان لندیس (کارگردان); Michael Barrie، Jim Mulholland (فیلم‌نامه); سیلوستر استالونه، مریسا تومی، اورنلا موتی، تیم کوری، چاز پالمینتری                                   | فیلم کمدی                          |
| A P R I L | ۲۶       | Toy Soldiers                                      | ترایستار پیکچرز                                    | Daniel Petrie Jr. (کارگردان); دیوید کپ، Daniel Petrie Jr. (فیلم‌نامه); شان آستین، ویل ویتون، کیت کوگان، اندرو دیوف، میسون آدامز، دنهلم الیوت، لوئیس گوست، جونیور       | فیلم اکشن، فیلم درام               |
| A P R I L | ۲۶       | Talent for the Game                               | پارامونت پیکچرز                                    | رابرت یانگ (کارگردان) (کارگردان); David Himmelstein، Thomas Michael Donnelly، Larry Ferguson (فیلم‌نامه); ادوارد جیمز آلموس، لورین براکو فیلم درام                     |                                    |
| M A Y     | ۳        | یک پلیس خوب                                       | هالیوود پیکچرز                                     | Heywood Gould (کارگردان/فیلم‌نامه); مایکل کیتون، رنه روسو، آنتونی لاپالیا، بنجامین برت                                                                                 | فیلم درام، فیلم مهیج               |
| M A Y     | ۳        | A Rage in Harlem                                  | میرامکس                                            | بیل دوک (کارگردان); Bobby Crawford (فیلم‌نامه); فارست ویتاکر، گرگوری هاینز، رابین گیونز، Zakes Mokae، دنی گلاور                                                        | داستان جنایی                       |
| M A Y     | ۱۰       | F/X۲                                              | اوریون پیکچرز                                      | ریچارد فرانکلین (کارگردان); بیل کاندن (فیلم‌نامه); برایان براون، برایان دنهی، ریچل تیکوتین، جوانا گلیسون، فیلیپ بوسکو                                                  | فیلم اکشن، فیلم مهیج               |
| M A Y     | ۱۷       | What About Bob?                                   | تاچ‌استون پیکچرز                                    | فرانک اوز (کارگردان); تام شولمن (فیلم‌نامه); بیل مری، ریچارد درایفس، جولی هاگرتی                                                                                       | فیلم کمدی                          |
| M A Y     | ۲۴       | بازافروختگی ‌                                      | یونیورسال استودیوز / ایمیج اینترتیمنت              | ران هاوارد (کارگردان); Gregory Widen (فیلم‌نامه); کرت راسل، ویلیام بالدوین، اسکات گلن، جنیفر جیسن لی، ربکا د مورنی، دونالد ساترلند، رابرت دنیرو                        | فیلم اکشن، فیلم مهیج               |
| M A Y     | ۲۴       | هادسون هاوک                                       | ترایستار پیکچرز                                    | مایکل لمان (کارگردان); استیون ئی. د سوزا، دانیال واترز (فیلم‌نامه‌نویس) (فیلم‌نامه); بروس ویلیس، دنی آیلو، اندی مک‌داول، جیمز کابرن، ساندرا برنهارد، ریچارد ای گرانت      | فیلم اکشن، فیلم کمدی               |
| M A Y     | ۲۴       | Only the Lonely                                   | فاکس قرن بیستم / جان هیوز                          | کریس کلمبوس (فیلم‌ساز) (کارگردان/فیلم‌نامه); جون کندی، مورین اوهارا، الای شیدی، آنتونی کوئین، کوین دان، جیم بلوشی                                                       | فیلم رمانتیک، فیلم کمدی، فیلم درام |
| M A Y     | ۲۴       | تلما و لوییز                                      | مترو گلدوین مایر                                   | ریدلی اسکات (کارگردان); کالی خوری (فیلم‌نامه); سوزان ساراندون، جینا دیویس                                                                                              | فیلم ماجراجویی، فیلم مهیج          |
| M A Y     | ۲۴       | Wild Hearts Can't Be Broken                       | والت دیزنی پیکچرز                                  | استیو مینر (کارگردان); مت ویلیامز (تهیه‌کننده تلویزیونی)، Oley Sassone (فیلم‌نامه); گابریله انور، Michael Schoeffling، کلیف رابرتسون                                    | فیلم درام                          |
| M A Y     | ۳۱       | ظرف صابون (فیلم)                                  | پارامونت پیکچرز                                    | مایکل هافمن (کارگردان) (کارگردان); Robert Harling، اندرو برگمن (فیلم‌نامه); سالی فیلد، کوین کلاین، رابرت داونی جونیور، ووپی گلدبرگ، الیزابت شو، تری هچر                | فیلم کمدی                          |
| J U N E   | ۷        | حقه‌بازان شهر                                      | کلمبیا پیکچرز / کسل راک انترتینمنت                 | ران آندروود (کارگردان); Lowell Ganz، Babaloo Mandel (فیلم‌نامه); بیلی کریستال، برونو کیربی، دانیل استرن (هنرپیشه)، پاتریشا وتیگ، هلن اسلیتر، نوبل ویلینگهام، جک پالانس | وسترن، فیلم کمدی                   |
| J U N E   | ۷        | تب جنگل                                           | یونیورسال استودیوز / ۴۰ Acres and a Mule Filmworks | اسپایک لی (کارگردان/فیلم‌نامه); وسلی اسنایپس، آنابلا شورا، اسپایک لی، اوسی دیویس، روبی دی، ساموئل ال. جکسون، لونت مک‌کی، جان تورتورو، فرانک وینسنت، آنتونی کوئین        | فیلم رمانتیک، فیلم درام            |
| J U N E   | ۷        | Don't Tell Mom the Babysitter's Dead              | برادران وارنر                                      | استیون هرک (کارگردان)، کریستینا اپل‌گیت، جوانا کسیدی، جاش چارلز، دیوید دوکاونی                                                                                         | فیلم کمدی                          |
| J U N E   | ۱۴       | رابین هود: شاهزاده دزدان                          | برادران وارنر / مورگان کریک انترتینمنت             | کوین رینولدز (کارگردان) (کارگردان); Pen Densham، John Watson (فیلم‌نامه); کوین کاستنر، مورگان فریمن، کریستین اسلیتر، آلن ریکمن، مری الیزابت ماسترانتونیو               | فیلم اکشن، فیلم ماجراجویی          |
| J U N E   | ۲۱       | جوان‌مرگ                                           | فاکس قرن بیستم                                     | جوئل شوماخر (کارگردان); Marti Leimbach، ریچارد فریدنبرگ (فیلم‌نامه); جولیا رابرتس، کمپبل اسکات، وینسنت دن آفریو، کالین دوهرست، دیوید سلبی                              | فیلم رمانتیک، فیلم درام            |
| J U N E   | ۲۱       | موشک‌زن ‌                                           | والت دیزنی پیکچرز                                  | جو جانستون (کارگردان); Danny Bilson، Paul De Meo (فیلم‌نامه); بیلی کمپل، جنیفر کانلی، آلن آرکین، تیموتی دالتون، پل سوروینو، Tiny Ron Taylor                            | فیلم اکشن، درام تاریخی             |
| J U N E   | ۲۱       | جایی که فرشتگان از پا گذاشتن به آن می‌ترسند (فیلم) | Fine Line Features                                 | چارلز استوریج (کارگردان/فیلم‌نامه); Tim Sullivan، Derek Granger (فیلم‌نامه); روپرت گراوس، هلنا بونهام کارتر، جودی دیویس، هلن میرن، باربارا جفورد                        | درام تاریخی، فیلم درام             |
| J U N E   | ۲۸       | سلاح عریان دو و یک‌دوم: بوی ترس                    | پارامونت پیکچرز                                    | دیوید زاکر (فیلم‌ساز) (کارگردان/فیلم‌نامه); پت پرافت (فیلم‌نامه); لسلی نیلسن، پریسیلا پریسلی، جرج کندی، او. جی. سیمپسون                                                  | فیلم کمدی، فیلم نقیضه              |

### ژوئیه–سپتامبر
| افتتاحیه          | افتتاحیه | عنوان                        | استودیو                               | دست اندرکاران | سبک                          |
| ----------------- | -------- | ---------------------------- | ------------------------------------- | --- | ---------------------------- |
| J U L Y           | ۳        | Problem Child ۲              | یونیورسال استودیوز / ایمیج اینترتیمنت | برایان لوانت (کارگردان); اسکات الکساندر (فیلم‌نامه); جان ریتر، مایکل الیور (هنرپیشه)، جک واردن، لرین نیومن، امی یاسبک، Ivyann Schwan                                                             | فیلم کمدی                    |
| J U L Y           | ۳        | نابودگر ۲: روز داوری         | ترایستار پیکچرز / کارولکو پیکچرز      | جیمز کامرون (کارگردان); جیمز کامرون، William Wisher Jr. (فیلم‌نامه); آرنولد شوارتزنگر، لیندا همیلتون، رابرت پاتریک، ادوارد فرلانگ                                                                | فیلم اکشن، فیلم علمی–تخیلی   |
| J U L Y           | ۱۲       | پسرا و محله                  | کلمبیا پیکچرز                         | جان سینگلتون (کارگردان/فیلم‌نامه); لارنس فیشبرن، آیس کیوب، کوبا گودینگ جونیور، نیا لانگ، موریس چسنات، آنجلا باست                                                                                 | فیلم درام                    |
| J U L Y           | ۱۲       | نقطه شکست                    | فاکس قرن بیستم / Largo Entertainment  | کاترین بیگلو (کارگردان); W. Peter Iliff (فیلم‌نامه); پاتریک سوویزی، کیانو ریوز، گری بیوسی، لوری پتی، جان کریستوفر مک‌گینلی، جیمز لوگرو                                                            | فیلم اکشن                    |
| J U L Y           | ۱۲       | در مورد هنری                 | پارامونت پیکچرز                       | مایک نیکولز (کارگردان); جی. جی. آبرامز (فیلم‌نامه); هریسون فورد، آنت بنینگ، بیل نون، دونالد موفات، بروک آلتمن                                                                                    | فیلم درام                    |
| J U L Y           | ۱۹       | سفر وحشیانه بیل و تد         | اوریون پیکچرز                         | پیتر هویت (کارگردان); Chris Matheson، اد سلیمان (فیلم‌نامه); کیانو ریوز، الکس وینتر، ویلیام سدلر (هنرپیشه)، جاس آکلند، جرج کارلین                                                                | فیلم علمی–تخیلی، فیلم کمدی   |
| J U L Y           | ۱۹       | هلندی ‌                       | فاکس قرن بیستم / جان هیوز             | Peter Faiman (کارگردان); جان هیوز (فیلم‌نامه); اد اونیل، ایتان امبری، جوبت ویلیامز، کریستوفر مک‌دونالد، الیزابت دیلی                                                                              | فیلم کمدی، فیلم درام         |
| J U L Y           | ۲۴       | دکتر ‌                        | تاچ‌استون پیکچرز                       | Randa Haines (کارگردان); Robert Caswell (فیلم‌نامه); ویلیام هرت، کریستین لاتی، مندی پتینکین، الیزابت پرکینز                                                                                      | فیلم درام                    |
| J U L Y           | ۲۶       | Another You                  | ترایستار پیکچرز                       | Maurice Phillips (کارگردان); جین وایلدر، ریچارد پریور، استیون لانگ (بازیگر)، مرسدس روئل، ونسا ال. ویلیامز                                                                                       | فیلم کمدی                    |
| J U L Y           | ۲۶       | بوی گند زندگی                | مترو گلدوین مایر                      | مل بروکس (کارگردان/فیلم‌نامه); Ron Clark، Rudy De Luca، Steve Haberman (فیلم‌نامه); مل بروکس، لزلی ان وارن، جفری تامبر                                                                            | فیلم کمدی، فیلم درام         |
| J U L Y           | ۲۶       | Mobsters                     | یونیورسال استودیوز                    | Michael Karbelnikoff (کارگردان); Michael Mahern، نیکلاس کازان (فیلم‌نامه); کریستین اسلیتر، پاتریک دمپسی، ریچارد گریکو، کستاس مندیلر، مایکل گمبون، آنتونی کوئین، لارا فلین بویل، اف. موری آبراهام | داستان جنایی، فیلم درام      |
| J U L Y           | ۲۶       | V.I. Warshawski              | هالیوود پیکچرز                        | جف کنیو (کارگردان); کاتلین ترنر، جی او. ساندرس، چارلز دارنینگ | فیلم اکشن، فیلم کمدی         |
| J U L Y           | ۲۷       | یک روز تابستانی درخشان‌تر     | Cine Qua Non Films                    | ادوارد یانگ (کارگردان/فیلم‌نامه); Hung Hung، Lai Mingtang، Alex Yang (فیلم‌نامه); چانگ چن، Lisa Yang، Chang Kuo-Chu، Elaine Jin                                                                   | فیلم درام                    |
| J U L Y           | ۳۱       | زبر و زرنگ‌ها!                | فاکس قرن بیستم                        | جیم آبراهامز (کارگردان/فیلم‌نامه); پت پرافت (فیلم‌نامه); چارلی شین، کری الویس، والریا گولینو، لوید بریجز، جان کرایر، کوین دان، کریستی سوانسون، بیل اروین (هنرپیشه زاده ۱۹۵۰)                      | فیلم کمدی، فیلم نقیضه        |
| A U G U S T       | ۲        | دکتر هالیوود                 | برادران وارنر                         | مایکل کاتن-جونز (کارگردان); Jeffrey Price، Peter S. Seaman، Daniel Pyne (فیلم‌نامه); مایکل جی فاکس، جولی وارنر، وودی هارلسون                                                                     | فیلم رمانتیک، فیلم کمدی      |
| A U G U S T       | ۲        | Rover Dangerfield            | برادران وارنر                         | James L. George، Bob Seeley (کارگردان); رادنی دنگرفیلد (فیلم‌نامه); رادنی دنگرفیلد، رانی شل، Shawn Southwick، Sal Landi، ند لوک، برت کرامر، رابرت پاین (بازیگر)                                  | فیلم کمدی، فیلم موزیکال      |
| A U G U S T       | ۲        | بازگشت به مرداب آبی          | کلمبیا پیکچرز                         | William A. Graham (کارگردان); لزلی استیونز (فیلم‌نامه); میلا یوویچ، برایان کراوزه | فیلم ماجراجویی، فیلم رمانتیک |
| A U G U S T       | ۹        | Bingo                        | ترایستار پیکچرز                       | Matthew Robbins (کارگردان); Jim Strain (فیلم‌نامه); سیندی ویلیامز، دیوید راشه، Robert J. Steinmiller Jr.                                                                                         | فیلم کودکان، فیلم کمدی       |
| A U G U S T       | ۹        | Delirious                    | مترو گلدوین مایر                      | تام منکویتز (کارگردان); Fred Freeman، Lawrence J. Cohen (فیلم‌نامه); جون کندی، ماریل همینگوی، اما سامس، دیوید راشه، ریموند بر                                                                    | فیلم رمانتیک، فیلم کمدی      |
| A U G U S T       | ۹        | ضربه دوجانبه                 | کلمبیا پیکچرز/ مترو گلدوین مایر       | شلدون لتیچ (کارگردان/فیلم‌نامه); ژان کلود ون دام (فیلم‌نامه); ژان کلود ون دام، جفری لوئیس (هنرپیشه)، آلن اسکارف، Philip Chan، بلو یانگ، کوری اورسون، Alonna Shaw                                  | فیلم اکشن                    |
| A U G U S T       | ۹        | Pure Luck                    | یونیورسال استودیوز                    | Nadia Tass (کارگردان); فرانسیس وبر، Herschel Weingrod، Timothy Harris (فیلم‌نامه); مارتین شورت، دنی گلاور، شیلا کلی (بازیگر اهل آمریکا)، اسکات ویلسون (هنرپیشه)، هری شیرر                        | فیلم کمدی                    |
| A U G U S T       | ۱۴       | تعهدات ‌                      | فاکس قرن بیستم / Beacon Pictures      | آلن پارکر (کارگردان); دیک کلمنت، یان لا فرنایس، رادی دویل (فیلم‌نامه); Robert Arkins، کالم مینی، Andrew Strong، ماریا دویل کندی                                                                  | فیلم کمدی، فیلم درام         |
| A U G U S T       | ۱۶       | تاریخ معما                   | اوریون پیکچرز                         | Jonathan Wacks (کارگردان); Parker Bennett، Terry Runte (فیلم‌نامه); ایثن هاک، تری پولو، برایان مک‌نامارا، فیشر استیونس، دن اس. دیویس، بی‌دی ونگ                                                    | فیلم کمدی                    |
| A U G U S T       | ۲۲       | بارتون فینک                  | فاکس قرن بیستم                        | برادران کوئن (کارگردان/فیلم‌نامه); جان تورتورو، جان گودمن، جودی دیویس، تونی شالهوب، استیو بوشمی                                                                                                  | درام تاریخی                  |
| A U G U S T       | ۲۳       | مرگ دوباره                   | پارامونت پیکچرز                       | کنت برانا (کارگردان); اسکات فرانک (فیلم‌نامه); کنت برانا، اندی گارسیا، اما تامپسون، Lois Hall، ریچارد ایستون، جو اندرسون، درک جاکوبی، رابین ویلیامز                                              | فیلم مهیج                    |
| A U G U S T       | ۲۳       | هارلی دیویدسون و مرد مارلبرو | مترو گلدوین مایر                      | سایمن وینسر (کارگردان); دان مایکل پال (فیلم‌نامه); میکی رورک، دان جانسون، چلسی فیلد، دانیل بالدوین، جیانکارلو اسپوزیتو، تیا کریر، ونسا ال. ویلیامز، تام سایزمور                                  | فیلم اکشن                    |
| A U G U S T       | ۲۳       | کفش پاشنه‌بلند ‌               | El Deseo S.A                          | پدرو آلمودوار (کارگردان/فیلم‌نامه); ویکتوریا آبریل، ماریسا پاردس، میگل بسه | فیلم درام                    |
| A U G U S T       | ۳۰       | بازی بچگانه ۳                | یونیورسال استودیوز                    | جک بندر (کارگردان); دن مانچینی (فیلم‌نامه); جاستین والین، پری ریوز، Jeremy Sylvers، براد دوریف                                                                                                   | فیلم ترسناک، فیلم کمدی       |
| S E P T E M B E R | ۶        | تجارت شرکت (فیلم)            | مترو گلدوین مایر                      | نیکولاس مایر (کارگردان/فیلم‌نامه); جین هکمن، میخاییل باریشنیکوف | فیلم اکشن                    |
| S E P T E M B E R | ۱۳       | تن‌به‌تن هوایی ‌                | برادران وارنر                         | Nancy Savoca (کارگردان); Bob Comfort (فیلم‌نامه); ریور فینیکس، لیلی تیلور (بازیگر) | فیلم درام                    |
| S E P T E M B E R | ۱۸       | میسیسیپی ماسالا              | مترو گلدوین مایر                      | میرا نایر (کارگردان); سونی تاراپوروالا (فیلم‌نامه); دنزل واشینگتن، روشن ست، ساریتا چودری | فیلم رمانتیک، فیلم درام      |
| S E P T E M B E R | ۱۸       | پردیس ‌                       | تاچ‌استون پیکچرز                       | Mary Agnes Donoghue (کارگردان); Mary Agnes Donoghue (فیلم‌نامه); ملانی گریفیث، دان جانسون، الیجا وود                                                                                             | فیلم درام                    |
| S E P T E M B E R | ۲۰       | شاه ماهیگیر                  | ترایستار پیکچرز                       | تری گیلیام (کارگردان); ریچارد لاگراونیس (فیلم‌نامه); رابین ویلیامز، جف بریجز، آماندا پلامر، مرسدس روئل                                                                                           | فیلم کمدی، فیلم درام         |
| S E P T E M B E R | ۲۰       | دونده هندی                   | مترو گلدوین مایر                      | شان پن (کارگردان/فیلم‌نامه); دیوید مورس (بازیگر)، ویگو مورتنسن، والریا گولینو، پاتریشا آرکت، جردن رودز، دنیس هاپر                                                                                | داستان جنایی، فیلم درام      |
| S E P T E M B E R | ۲۰       | رز پریشان                    | کارولکو پیکچرز                        | مارتا کولیج (کارگردان); کالدر ویلینگهام (فیلم‌نامه); لورا درن، رابرت دووال، داین لد، لوکاس هاس، جان هرد (هنرپیشه)                                                                                | فیلم درام                    |
| S E P T E M B E R | ۲۷       | Deceived                     | تاچ‌استون پیکچرز                       | Damian Harris (کارگردان); Mary Agnes Donoghue، بروس جوئل روبین (فیلم‌نامه); گلدی هان، جان هرد (هنرپیشه)                                                                                          | فیلم مهیج                    |
| S E P T E M B E R | ۲۷       | Necessary Roughness          | پارامونت پیکچرز                       | Stan Dragoti (کارگردان); Rick Natkin، David Fuller (فیلم‌نامه); اسکات باکولا، هکتور الیزوندو، رابرت لوجا، هارلی جین کوزک                                                                         | فیلم ورزشی، فیلم کمدی        |

### اکتبر–دسامبر
| افتتاحیه        | افتتاحیه | عنوان                              | استودیو                                 | دست اندرکاران | سبک                                     |
| --------------- | -------- | ---------------------------------- | --------------------------------------- | --- | --------------------------------------- |
| O C T O B E R   | ۴        | مرد توی ماه                        | مترو گلدوین مایر                        | رابرت مالیگن (کارگردان); Jenny Wingfield (فیلم‌نامه); ریس ویترسپون، جیسون لندن، سم واترستون، تس هارپر، گیل استریکلند، Emily Warfield | فیلم رمانتیک، فیلم درام                 |
| O C T O B E R   | ۴        | کمانه ‌                             | برادران وارنر / سیلور پیکچرز            | راسل مالکهی (کارگردان); فرد دکر، منو میس، استیون ئی. د سوزا (فیلم‌نامه); دنزل واشینگتن، جان لیسگو، آیس-تی، کوین پولاک، لیندسی واگنر | داستان جنایی                            |
| O C T O B E R   | ۴        | The Super                          | فاکس قرن بیستم / Largo Entertainment    | رود دنیل (کارگردان); سام سایمون (فیلم‌نامه); جو پشی، وینسنت گاردنیا، روبن بلیدز، مدولین اسمیت اسبرن، استیسی تراویس، کارول شلی، Kenny Blank، Steven Rodriguez                                                                                                   | فیلم کمدی                               |
| O C T O B E R   | ۱۱       | City of Hope                       | The Samuel Goldwyn Company              | جان سیلس (کارگردان/فیلم‌نامه); وینسنت اسپانو، Stephen Mendillo، کریس کوپر (بازیگر)، آنجلا باست، جو مورتون (بازیگر)، تونی لو بیانکو | فیلم درام                               |
| O C T O B E R   | ۱۱       | ترس احمقانه ارنست                  | تاچ‌استون پیکچرز                         | جان آر. چری سوم (کارگردان); Coke Sams، Charlie Gale (فیلم‌نامه); جیم وارنی، Austin Nagler، شی آستار، Nick Victory، بیل برج، John Cadenhead، Richard Woolf، ارتا کیت                                                                                            | فیلم کمدی                               |
| O C T O B E R   | ۱۱       | فرانکی و جانی                      | پارامونت پیکچرز                         | گری مارشال (کارگردان); ترنس مک‌نالی (فیلم‌نامه); آل پاچینو، میشل فایفر، هکتور الیزوندو، ناتان لین، کیت نلیگان | فیلم رمانتیک                            |
| O C T O B E R   | ۱۱       | از نفس افتاده (فیلم ۱۹۹۱)          | مترو گلدوین مایر                        | ولفگانگ پترسن (کارگردان/فیلم‌نامه); تام برنگر، باب هاسکینز، گرتا اسکاکی، جوآن ولی، کوربین برنسن | فیلم مهیج                               |
| O C T O B E R   | ۱۱       | Stepping Out                       | پارامونت پیکچرز                         | لوئیس گیلبرت (کارگردان); Richard Harris (فیلم‌نامه); لایزا مینلی، شلی وینترز، جولی والترز، Robyn Stevan، بیل اروین (هنرپیشه زاده ۱۹۵۰)، الن گرین، جین کراکوسکی، شیلا مک‌کارتی، آندره‌آ مارتین، نورا دان، اوژن رابرت گلیزر، Carol Woods                           | فیلم موزیکال، فیلم کمدی                 |
| O C T O B E R   | ۱۸       | Cool as Ice                        | یونیورسال استودیوز                      | David Kellogg (کارگردان); David Stenn (فیلم‌نامه); وانیلا آیس، کریستین مینتر، جان نیوتون (هنرپیشه)، مایکل گروس (هنرپیشه)، کندی کلارک | فیلم رمانتیک، فیلم موزیکال              |
| O C T O B E R   | ۱۸       | کوچک‌مردی به نام تیت                | اوریون پیکچرز                           | جودی فاستر (کارگردان); اسکات فرانک (فیلم‌نامه); جودی فاستر، دایان ویست، آدام هان-برد، هری کانیک جونیور | فیلم درام                               |
| O C T O B E R   | ۱۸       | آیداهوی اختصاصی خودم               | Fine Line Features                      | گاس ون سنت (کارگردان/فیلم‌نامه); ریور فینیکس، کیانو ریوز | فیلم درام                               |
| O C T O B E R   | ۱۸       | پول دیگران                         | برادران وارنر                           | نورمن جویسون (کارگردان); آلوین سارجنت (فیلم‌نامه); دنی دویتو، گریگوری پک، پنلوپه آن میلر، پایپر لوری، دین جونز (هنرپیشه) | فیلم رمانتیک، فیلم کمدی، فیلم درام      |
| O C T O B E R   | ۲۵       | زن قصاب                            | پارامونت پیکچرز                         | تری هیوز (کارگردان); Ezra Litwak، Marjorie Schwartz (فیلم‌نامه); دمی مور، جف دانیلز، جرج دزوندزا، فرانسیس مک‌دورمند، مری استینبورگن | فیلم رمانتیک، فیلم کمدی                 |
| O C T O B E R   | ۲۵       | سوی موفرفری                        | برادران وارنر / جان هیوز                | جان هیوز (کارگردان/فیلم‌نامه); جیم بلوشی، کلی لینچ، الیسن پورتر، جان گتز، فرد تامپسون | فیلم کمدی، فیلم درام، فیلم کودکان       |
| O C T O B E R   | ۲۵       | هیتمن (فیلم ۱۹۹۱)                  | شرکت گروه کانن                          | آرون نوریس (کارگردان); دان کارمودی، Robert Geoffrion، Galen Thompson (فیلم‌نامه); چاک نوریس | فیلم اکشن، داستان جنایی                 |
| O C T O B E R   | ۲۵       | Two Evil Eyes                      | Taurus Entertainment Company            | داریو آرجنتو، جرج رومرو (کارگردانs/فیلم‌نامه); فرانکو فرینی (فیلم‌نامه); آدرین باربو، ای. جی. مارشال، هاروی کایتل، مدلن پاتر، مارتین بالسام، Barbara Bryne، تام اتکینز (هنرپیشه)                                                                                | فیلم ترسناک                             |
| N O V E M B E R | ۱        | خیابان ۲۹ام ‌                       | فاکس قرن بیستم / Largo Entertainment    | جورج گالو (کارگردان/فیلم‌نامه); Frank Pesce (فیلم‌نامه); دنی آیلو، آنتونی لاپالیا | فیلم کمدی، فیلم درام                    |
| N O V E M B E R | ۱        | بیلی باتگیت ‌                       | تاچ‌استون پیکچرز                         | رابرت بنتون (کارگردان); تام استاپارد (فیلم‌نامه); داستین هافمن، نیکول کیدمن، استیون هیل، لورن دین، بروس ویلیس | داستان جنایی، فیلم درام                 |
| N O V E M B E R | ۱        | کوه‌نشین ۲: سریع                    | Entertainment Film Distributors         | راسل مالکهی (کارگردان); Peter Bellwood (فیلم‌نامه); کریستوفر لمبرت، شان کانری، ویرجینیا مادسن، مایکل ایرون ساید | فیلم علمی–تخیلی، فیلم اکشن              |
| N O V E M B E R | ۱        | The People Under the Stairs        | یونیورسال استودیوز                      | وس کریون (کارگردان/فیلم‌نامه); براندون آدامس، اورت مک‌گیل، وندی روبی، ای جی لانگر، وینگ ریمز، شان والن | فیلم کمدی، فیلم ترسناک                  |
| N O V E M B E R | ۱        | سال اسلحه                          | Triumph Releasing Corp.                 | جان فرانکن‌هایمر (کارگردان); دیوید آمبروز (فیلم‌نامه); اندرو مک‌کارتی، شارون استون، والریا گولینو | فیلم مهیج                               |
| N O V E M B E R | ۸        | همه چیزی که برای کریسمس می‌خواهم ‌   | پارامونت پیکچرز                         | رابرت لیبرمن (کارگردان); Thom Eberhardt، Richard Kramer (فیلم‌نامه); تورا برچ، ایتان امبری، هارلی جین کوزک، جیمی شریدن، لورن باکال، لسلی نیلسن | فیلم رمانتیک، فیلم کمدی                 |
| N O V E M B E R | ۸        | Strictly Business                  | برادران وارنر                           | کوین هوکس (کارگردان); Pam Gibson، نلسون جورج (فیلم‌نامه); تومی دیویدسون، Joseph C. Phillips، هلی بری، آن-ماری جانسون، دیوید مارشال گرانت | فیلم کمدی                               |
| N O V E M B E R | ۱۳       | تنگه وحشت ‌                         | یونیورسال استودیوز / امبلین اینترتینمنت | مارتین اسکورسیزی (کارگردان); Wesley Strick (فیلم‌نامه); رابرت دنیرو، نیک نولتی، جولیت لوئیس، جسیکا لنگ، جو دان بیکر، ایلیانا داگلاس، رابرت میچام، گریگوری پک                                                                                                   | فیلم مهیج                               |
| N O V E M B E R | ۱۵       | کافکا ‌                             | میرامکس                                 | استیون سودربرگ (کارگردان); Lem Dobbs (فیلم‌نامه); جرمی آیرونز، تریسا راسل، جوئل گری، ایان هولم، جروئن کرابا، آرمین مولر-اشتال، الک گینس | فیلم معمایی، فیلم مهیج                  |
| N O V E M B E R | ۲۲       | خانواده آدامز                      | پارامونت پیکچرز                         | بری ساننفلد (کارگردان); Caroline Thompson، Larry Wilson (فیلم‌نامه); آنجلیکا هیوستون، رائول هولیا، کریستوفر لوید، دن هدایا، الیزابت ویلسون، کریستینا ریچی، پال بندیکت، جیمی وورکمن، جودیت مالینا، کارل استریکن، دانا ایوی، جان فرانکلین (هنرپیشه)، مرسدس مک‌ناب | فیلم کمدی                               |
| N O V E M B E R | ۲۲       | An American Tail: Fievel Goes West | یونیورسال استودیوز / امبلیمیشن          | Phil Nibbelink، سایمون ولز (کارگردان); Flint Dille (فیلم‌نامه); فیلیپ گلاسر، جیمز استوارت، اریکا یون، کتی کاوادینی، نحمیا پرسوف، دام دی‌لوئیس، ایمی اروینگ، جان کلیز، جان لاویتس                                                                                | فیلم کمدی، وسترن                        |
| N O V E M B E R | ۲۲       | برای پسران                         | فاکس قرن بیستم                          | مارک رایدل (کارگردان); مارشال بریکمن، Neal Jimenez، Lindy Laub (فیلم‌نامه); بت میدلر، جیمز کان، آری گروس، جرج سیگال | فیلم زندگینامه‌ای، فیلم درام             |
| N O V E M B E R | ۲۲       | دیو و دلبر ‌                        | والت دیزنی پیکچرز                       | گری تروزدیل، کرک ویس (کارگردان); Linda Woolverton (فیلم‌نامه); پیج اوهارا، رابی بنسون، ریچارد وایت، جری اورباک، دیوید اوگدن استایرس، آنجلا لنسبوری، برادلی پیرز، Rex Everhart، جسی کورتی                                                                       | فیلم فانتزی، فیلم رمانتیک، فیلم موزیکال |
| N O V E M B E R | ۲۷       | دختر من (فیلم)                     | کلمبیا پیکچرز / ایمیج اینترتیمنت        | هاوارد زیف (کارگردان); Laurice Elehwany (فیلم‌نامه); دن اکروید، جیمی لی کرتیس، مکالی کالکین، آنا کلامسکی، گریفین دان، ریچارد ماسور، پیتر مایکل گوتز | فیلم درام                               |
| D E C E M B E R | ۶        | At Play in the Fields of the Lord  | یونیورسال استودیوز                      | هکتور بابنکو (کارگردان); ژان-کلود کریر، Vincent Patrick (فیلم‌نامه); تام برنگر، آیدان کوئین، کتی بیتس، داریل هانا (بازیگر)، جان لیسگو، تام ویتس | فیلم درام، درام تاریخی                  |
| D E C E M B E R | ۶        | پیشتازان فضا ۶: کشور کشف‌نشده       | پارامونت پیکچرز                         | نیکولاس مایر (کارگردان/فیلم‌نامه); Denny Martin Flinn (فیلم‌نامه); ویلیام شاتنر، لئونارد نیموی، دی‌فارست کلی، جیمز دوهان، والتر کونیگ، نیچل نیکولز، کیم کاترال، کریستوفر پلامر                                                                                   | فیلم علمی–تخیلی                         |
| D E C E M B E R | ۱۱       | هوک ‌                               | ترایستار پیکچرز / امبلین اینترتینمنت    | استیون اسپیلبرگ (کارگردان); جیمز وی هارت، Malia Scotch Marmo (فیلم‌نامه); رابین ویلیامز، داستین هافمن، جولیا رابرتس، باب هاسکینز، مگی اسمیت، Charlie Korsmo | فیلم فانتزی، فیلم ماجراجویی             |
| D E C E M B E R | ۱۳       | آخرین پسر پیشاهنگ                  | برادران وارنر / سیلور پیکچرز            | تونی اسکات (کارگردان); شین بلک (فیلم‌نامه); بروس ویلیس، دیمون وینز، چلسی فیلد، نوبل ویلینگهام، تیلور نگرون، دانیل هریس، هلی بری | فیلم اکشن                               |
| D E C E M B E R | ۲۰       | باگزی                              | ترایستار پیکچرز                         | بری لوینسون (کارگردان); جیمز توباک (فیلم‌نامه); وارن بیتی، آنت بنینگ، هاروی کایتل، بن کینگزلی، الیوت گولد، جو مانتگنا، بی‌بی نیوورتس، بیل گراهام (ترویج کننده)                                                                                                  | داستان جنایی، فیلم درام                 |
| D E C E M B E R | ۲۰       | پدر عروس ‌                          | تاچ‌استون پیکچرز                         | چارلز شایر (کارگردان); نانسی مایرز، فرنسیس گودریچ، آلبرت هکت (فیلم‌نامه); استیو مارتین، داین کیتن، کیمبرلی ویلیامز-پیزلی، مارتین شورت | فیلم کمدی                               |
| D E C E M B E R | ۲۰       | جی‌اف‌کی ‌                            | برادران وارنر                           | الیور استون (کارگردان/فیلم‌نامه); Zachary Sklar (فیلم‌نامه); کوین کاستنر، کوین بیکن، تامی لی جونز، لاری میت کالف، گری اولدمن، مایکل روکر، جی او. ساندرس، سیسی اسپیسک، جک لمون، والتر ماتائو، دونالد ساترلند، جون کندی، جو پشی                                   | فیلم مهیج                               |
| D E C E M B E R | ۲۲       | راش ‌                               | مترو گلدوین مایر / ریچارد دی زانوک      | Lili Fini Zanuck (کارگردان); Pete Dexter (فیلم‌نامه); جیسون پاتریک، جنیفر جیسن لی، سام الیوت | داستان جنایی، فیلم درام                 |
| D E C E M B E R | ۲۵       | شاهزاده جزر و مد                   | کلمبیا پیکچرز                           | باربارا استرایسند (کارگردان); نیک نولتی، بلایث دانر، جیسون گلد، ملیندا دیلون، کیت نلیگان، جرج کارلین | فیلم رمانتیک، فیلم درام                 |
| D E C E M B E R | ۲۷       | گوجه‌فرنگی‌های سبز سرخ‌شده            | یونیورسال استودیوز                      | جان اونت (کارگردان); فنی فلگ، کارول سوبیسکی (فیلم‌نامه); کتی بیتس، جسیکا تندی، مری استوارت مسترسون، مری-لوئیز پارکر | فیلم کمدی، فیلم درام                    |

## فیلم‌های مشهور منتشر شده در سال ۱۹۹۱
ایالات متحده unless stated
#
- خیابان ۲۹ام ‌، با بازی دنی آیلو و آنتونی لاپالیا

### A-D
A
- از میان مسیرها، با بازی ریکی شرودر و برد پیت
- خانواده آدامز، کارگردانی شده توسط بری ساننفلد، با بازی رائول هولیا، آنجلیکا هیوستون، کریستوفر لوید، کریستینا ریچی
- The Adjuster، کارگردانی شده توسط آتوم اگویان، با بازی الیاس کوتیاس - (کانادا)
- ترس از تاریکی (aka Double Vue)، با بازی جیمز فاکس و فنی اردان - (بریتانیا/فرانسه)
- همه چیزی که برای کریسمس می‌خواهم ‌، با بازی تورا برچ و لورن باکال
- دوست‌داران پونت نئوف (پونت نئوف یک پل قدیمی بر روی رود سن در پاریس موقعیت دارد.)، با بازی ژولیت بینوش - (فرانسه)
- Anna Karamazoff، با بازی ژن مورو - (U.S.S.R.)
- An American Tail: Fievel Goes West
- Another You، با بازی ریچارد پریور، جین وایلدر، مرسدس روئل
- شمشیر خدایان ۲: عملیات کاندور (Fei ying gai wak)، با بازی جکی چان - (هنگ کنگ)
- قاتل تزار (Tsareubiytsa) - (U.S.S.R.)
- At Play in the Fields of the Lord، با بازی تام برنگر، آیدان کوئین، داریل هانا (بازیگر)، جان لیسگو، تام ویتس، کتی بیتس

B
- بازافروختگی ‌، کارگردانی شده توسط ران هاوارد، با بازی کرت راسل، ویلیام بالدوین، رابرت دنیرو، دونالد ساترلند، اسکات گلن، جنیفر جیسن لی
- The Ballad of the Sad Café، کارگردانی شده توسط سیمون کالو، با بازی ونسا ردگریو و کیت کارادین - (بریتانیا)
- بارتون فینک، کارگردانی شده توسط The برادران کوئن، با بازی جان تورتورو، جان گودمن، جودی دیویس، جانی ماهونی، مایکل لانر (بازیگر) - Palme d'Or award
- دیو و دلبر ‌
- مزاحم زیبا (The Beautiful Troublemaker)، کارگردانی شده توسط ژاک ریوت، با بازی میشل پیکولی، جین برکین و امانوئل بئار - (فرانسه)
- سفر وحشیانه بیل و تد، با بازی کیانو ریوز و الکس وینتر
- بیلی باتگیت ‌، کارگردانی شده توسط رابرت بنتون، با بازی داستین هافمن، نیکول کیدمن، لورن دین، استیون هیل، بروس ویلیس
- Bingo، با بازی سیندی ویلیامز
- Black Robe، کارگردانی شده توسط بروس برسفورد - (کانادا/استرالیا)
- Blue Desert، با بازی کورتنی کاکس
- Body Parts، با بازی جفری‌دیوید فاهی و کیم دلنی
- قرض‌گیر، کارگردانی شده توسط جان مک‌ناتن، با بازی را داون چونگ و دن گوردون (هنرپیشه)
- پسرا و محله، کارگردانی شده توسط جان سینگلتون، با بازی کوبا گودینگ جونیور، آیس کیوب، موریس چسنات، لارنس فیشبرن
- یک روز تابستانی درخشان‌تر (Gu ling jie shao nian sha ren shi jian)، کارگردانی شده توسط ادوارد یانگ - (تایوان)
- Brother Future
- باگزی، کارگردانی شده توسط بری لوینسون، با بازی وارن بیتی، آنت بنینگ، هاروی کایتل، بن کینگزلی، جو مانتگنا - Golden Globe Award for بهترین Picture (درام)
- زن قصاب، با بازی دمی مور و جف دانیلز
- با شمشیر، با بازی اریک رابرتس و اف. موری آبراهام

C
- Cabeza de Vaca - (مکزیک)
- تنگه وحشت ‌، کارگردانی شده توسط مارتین اسکورسیزی، با بازی رابرت دنیرو، نیک نولتی، جسیکا لنگ، جولیت لوئیس، ایلیانا داگلاس، جو دان بیکر
- Cast A Deadly Spell، کارگردانی شده توسط مارتین کمپل، با بازی فرد وارد، جولیان مور، دیوید وارنر (بازیگر)، کلنسی براون
- Chains of Gold، با بازی جان تراولتا، هکتور الیزوندو، بنجامین برت
- بازی بچگانه ۳، کارگردانی شده توسط جک بندر، با بازی جاستین والین
- City of Hope، کارگردانی شده توسط جان سیلس، با بازی کریس کوپر (بازیگر)، جو مورتون (بازیگر)، وینسنت اسپانو، آنجلا باست
- حقه‌بازان شهر، کارگردانی شده توسط ران آندروود، با بازی بیلی کریستال، دانیل استرن (هنرپیشه)، برونو کیربی، هلن اسلیتر، جک پالانس
- فعالیت کلاسی (فیلم)، کارگردانی شده توسط مایکل اپتد، با بازی جین هکمن و مری الیزابت ماسترانتونیو
- Close My Eyes، با بازی آلن ریکمن و کلایو اوون - (بریتانیا)
- نزدیک بهشت ‌ (Urga) - (U.S.S.R.)
- Closet Land، با بازی مادلین استو و آلن ریکمن
- آسمان سرد، با بازی تریسا راسل و مارک هارمون
- Cold Moon (Lune Froide) - (فرانسه)
- تعهدات ‌، کارگردانی شده توسط آلن پارکر، با بازی Robert Arkins، کالم مینی، Andrew Strong - (ایرلند/ایالات متحده/بریتانیا)
- تجارت شرکت (فیلم)، با بازی جین هکمن و میخاییل باریشنیکوف
- Confesión a Laura (Confessing to Laura) - (Colombia)
- Controlled Conversations (Rozmowy kontrolowane) - (لهستان)
- Cool As Ice، با بازی وانیلا آیس و کریستین مینتر
- Cup Final (גמר גביע، gmar gavi'a) - (اسرائیل)
- سوی موفرفری، با بازی جیم بلوشی، کلی لینچ و الیسن پورتر

D
- The Dark Backward، با بازی جاد نلسن، جیمز کان، وین نیوتون
- The Dark Wind، با بازی لو دایموند فیلیپس، فرد وارد
- مرگ دوباره، کارگردانی شده توسط و با بازی کنت برانا، به همراه اما تامپسون، اندی گارسیا، رابین ویلیامز
- Deceived، با بازی گلدی هان و جان هرد (هنرپیشه)
- دسامبر Bride، با بازی ساسکیا ریوز، Donal McCann، کیران هایندز - (ایرلند)
- Defending Your Life، کارگردانی شده توسط و با بازی آلبرت بروکس، به همراه مریل استریپ، ریپ تورن، لی گرانت
- بی‌دفاع، با بازی باربارا هرشی و سام شپارد
- اغذیه‌فروشی ‌، کارگردانی شده توسط مارک کارو و ژان-پیر ژونه - (فرانسه)
- Delirious، با بازی جون کندی و ماریل همینگوی
- دینگو ‌، با بازی کالین فریلز - (استرالیا)
- دکتر هالیوود، با بازی مایکل جی فاکس، جولی وارنر، وودی هارلسون، بریجیت فوندا
- دکتر ‌، با بازی ویلیام هرت، کریستین لاتی، مندی پتینکین، آدام آرکین، الیزابت پرکینز
- تن‌به‌تن هوایی ‌، با بازی ریور فینیکس
- Don't Tell Mom the Babysitter's Dead، با بازی کریستینا اپل‌گیت
- دورز ‌، کارگردانی شده توسط الیور استون، با بازی وال کیلمر، مگ رایان، کایل مک‌لاکلن، فرانک ویلی، کاتلین کویینلان
- ضربه دوجانبه، با بازی ژان کلود ون دام
- زندگی دوگانه ورونیکا (La double vie de Véronique) or (Podwójne życie Weroniki) - (فرانسه/لهستان)
- دراپ دد فرد، با بازی فوبه کیتس و ریک مایال
- هلندی ‌، با بازی اد اونیل و ایتان امبری
- جوان‌مرگ، با بازی جولیا رابرتس و کمپبل اسکات

### E-K
E
- Edge of Honor، با بازی کوری فلدمن
- ادوارد دوم ‌، کارگردانی شده توسط درک جارمن - (بریتانیا)
- The Elementary School (Obecná škola) - (Czechoslovakia)
- ترس احمقانه ارنست، با بازی جیم وارنی و ارتا کیت
- اروپا ‌، کارگردانی شده توسط لارس فون تریه - (Denmark/آلمان/سوئد)
- Eve Of Destruction، با بازی گرگوری هاینز و Renée Soutendijk
- چشمان یک فرشته، با بازی جان تراولتا

F
- F/X۲، با بازی برایان براون و برایان دنهی
- پدر عروس ‌، کارگردانی شده توسط چارلز شایر، با بازی استیو مارتین، داین کیتن، مارتین شورت، کیمبرلی ویلیامز-پیزلی، جورج نیوبرن
- Fight Back to School (Tao xue wei long)، کارگردانی شده توسط گوردون چان - (هنگ کنگ)
- Final Approach، با بازی هکتور الیزوندو
- Fire! (Ta Dona) - (Mali)
- شاه ماهیگیر، کارگردانی شده توسط تری گیلیام، با بازی رابین ویلیامز، جف بریجز، مرسدس روئل، آماندا پلامر
- The Five Heartbeats، کارگردانی شده توسط رابرت تاونزند، با بازی رابرت تاونزند، مایکل رایت (هنرپیشه)، لیون رابینسون
- پرواز مزاحم، با بازی دنی گلاور و ویلم دفو
- لاس زدن ‌، با بازی نوآ تیلور، تندی نیوتون و نیکول کیدمن - (استرالیا)
- برای پسران، کارگردانی شده توسط مارک رایدل، با بازی بت میدلر، جیمز کان، آری گروس، آرلیس هاوارد، جرج سیگال
- فرانکی و جانی، کارگردانی شده توسط گری مارشال، با بازی آل پاچینو، میشل فایفر، کیت نلیگان، هکتور الیزوندو
- فردی مرده‌است: آخرین کابوس
- گوجه‌فرنگی‌های سبز سرخ‌شده، کارگردانی شده توسط جان اونت، با بازی کتی بیتس، جسیکا تندی، مری استوارت مسترسون، مری-لوئیز پارکر
- The Frontier (La Frontera) - (شیلی)

G
- گودزیلا در برابر گیدورا شاه (Gojira tai Kingu Gidora) - (ژاپن)
- Going Under
- گرند کنیون ‌، کارگردانی شده توسط لارنس کاسدان، با بازی دنی گلاور، استیو مارتین، الفری وودارد، کوین کلاین
- The Grass Arena، با بازی مارک رایلنس و پیت پاستویت - (بریتانیا)
- در مظان جرم، کارگردانی شده توسط اروین وینکلر، با بازی رابرت دنیرو، آنت بنینگ، پاتریشا وتیگ، جورج ونت

H
- Happy Days (Schastlivye dni) - (U.S.S.R.)
- Hard Promises، با بازی سیسی اسپیسک و ویلیام پترسن
- راه سخت، کارگردانی شده توسط جان بدهام، با بازی مایکل جی فاکس و جیمز وودز
- هارلی دیویدسون و مرد مارلبرو، با بازی میکی رورک و دان جانسون
- Hear My Song، با بازی آدریان دونبار، دیوید مک‌کالوم، ند بیتی - (بریتانیا)
- He Said، She Said، با بازی کوین بیکن و الیزابت پرکینز
- کفش پاشنه‌بلند ‌ (Tacones lejanos)، کارگردانی شده توسط پدرو آلمودوار، با بازی ماریسا پاردس - (اسپانیا)
- کوه‌نشین ۲: سریع، با بازی کریستوفر لمبرت، شان کانری، ویرجینیا مادسن و مایکل ایرون ساید
- Highway ۶۱ - (کانادا)
- هیتمن (فیلم ۱۹۹۱)، با بازی چاک نوریس
- هوک ‌، کارگردانی شده توسط استیون اسپیلبرگ، با بازی رابین ویلیامز، داستین هافمن، جولیا رابرتس، باب هاسکینز
- زبر و زرنگ‌ها!، کارگردانی شده توسط جیم آبراهامز، با بازی چارلی شین، کری الویس، والریا گولینو، لوید بریجز
- The Hours و Times
- خانه لبخندها (La casa del sorriso)، با بازی اینگرید تولین - ( ایتالیا)
- هادسون هاوک، با بازی بروس ویلیس، دنی آیلو، اندی مک‌داول، ساندرا برنهارد، ریچارد ای گرانت، جیمز کابرن
- ما ‌ (Us) - ( هند)

I
- من بوسه نیستم (J'embrasse pas)، کارگردانی شده توسط آندره تشینه، با بازی مانوئل بلان، فیلیپ نوآره، امانوئل بئار - (فرانسه)
- If Looks Could Kill، با بازی ریچارد گریکو
- بداهه (فیلم ۱۹۹۱)، با بازی جودی دیویس و هیو گرانت - (بریتانیا/فرانسه)
- دونده هندی، کارگردانی شده توسط شان پن، با بازی ویگو مورتنسن و دیوید مورس (بازیگر)
- The Inner Circle، کارگردانی شده توسط آندری کونچالوفسکی - (ایالات متحده/ ایتالیا/U.S.S.R.)

J
- جی‌اف‌کی ‌، کارگردانی شده توسط الیور استون، با بازی کوین کاستنر، تامی لی جونز، گری اولدمن، جو پشی، لاری میت کالف، سیسی اسپیسک، کوین بیکن، جون کندی
- ژاکوی نانتی، کارگردانی شده توسط آنیس واردا - (فرانسه)
- Johnny Stecchino، کارگردانی شده توسط و با بازی روبرتو بنینی - ( ایتالیا)
- جانی سوئید، با بازی برد پیت
- تب جنگل، کارگردانی شده توسط اسپایک لی، با بازی وسلی اسنایپس، آنابلا شورا و جان تورتورو

K
- کی۲ ‌، کارگردانی شده توسط فرانک رودام - (بریتانیا/ژاپن/ایالات متحده)
- کافکا ‌، کارگردانی شده توسط استیون سودربرگ، با بازی جرمی آیرونز، تریسا راسل، ایان هولم
- شاه رالف، با بازی جان گودمن و پیتر اوتول
- بوسه پیش از مرگ (فیلم ۱۹۹۱)، با بازی مت دیلون و شان یانگ

### L-Q
L
- داستان ال.ای، کارگردانی شده توسط میک جکسون (کارگردان)، با بازی استیو مارتین، ویکتوریا تنانت، ریچارد ای گرانت، مریلو هنر، سارا جسیکا پارکر
- لحظات (Moments)، با بازی آنیل کاپور و سری دوی - ( هند)
- آخرین پسر پیشاهنگ، کارگردانی شده توسط تونی اسکات، با بازی بروس ویلیس و دیمون وینز
- Lee Rock (Wu yi tan zhang)، با بازی جکی چان، سامو هونگ و اندی لاو - (هنگ کنگ)
- Let Him Have It، با بازی کریستوفر اکلستون - (بریتانیا)
- زندگی و دیگر هیچ (Zendegi va digar hich)، کارگردانی شده توسط عباس کیارستمی - (ایران)
- زندگی شیرین است ‌، کارگردانی شده توسط مایک لی، با بازی جیم برودبنت و جین هرکس - (بریتانیا)
- Life on a String (Bian zou bian chang)، کارگردانی شده توسط چن کایگه - (چین)
- بوی گند زندگی، کارگردانی شده توسط و با بازی مل بروکس، به همراه لزلی ان وارن، جفری تامبر، هاوارد موریس
- The Linguini Incident، با بازی رزانا آرکت و دیوید بویی
- The Little Engine That Could
- کوچک‌مردی به نام تیت، کارگردانی شده توسط و با بازی جودی فاستر، به همراه دایان ویست، هری کانیک جونیور، آدام هان-برد
- Love Hurts، کارگردانی شده توسط باد یورکین، با بازی جف دانیلز، جانی ماهونی، جودیت ایوی
- Love in the Time of Hysteria (Sólo Con Tu Pareja) - (مکزیک)
- عشاق ‌ (Amantes) - (اسپانیا)

M
- مادام بوواری ‌، کارگردانی شده توسط کلود شابرول، با بازی ایزابل هوپر - (فرانسه)
- مرد توی ماه، با بازی ریس ویترسپون، جیسون لندن، سم واترستون، تس هارپر
- مرد در شرف ازدواج، با بازی الک بالدوین، کیم بسینگر، الیزابت شو، رابرت لوجا، فیشر استیونس، پل رایزر
- مایریگ، کارگردانی شده توسط آنری ورنوی، با بازی ریشار بری، کلودیا کاردیناله، عمر شریف - (فرانسه)
- مکبین (فیلم)، با بازی کریستوفر واکن
- مدیترانه ‌ - ( ایتالیا)
- Meet the Applegates، با بازی اد بیگلی. جی آر و استاکرد چنینگ
- معجزه ‌، کارگردانی شده توسط نیل جردن، با بازی بورلی دی آنجلو
- میسیسیپی ماسالا، کارگردانی شده توسط میرا نایر، با بازی دنزل واشینگتن
- Mobsters ، با بازی کریستین اسلیتر، پاتریک دمپسی، ریچارد گریکو، کستاس مندیلر
- افکار مرگبار ‌، با بازی دمی مور، گلن هدلی، بروس ویلیس، جان پنکاو، هاروی کایتل
- My Best Friend، General Vasili، Son of Joseph Stalin (Moy luchshiy drug، general Vasiliy، syn Iosifa) - (U.S.S.R.)
- دختر من (فیلم)، با بازی آنا کلامسکی، مکالی کالکین، دن اکروید، جیمی لی کرتیس
- آیداهوی اختصاصی خودم، کارگردانی شده توسط گاس ون سنت، با بازی ریور فینیکس و کیانو ریوز
- پسران من (musuko) - ژاپن Academy Prize for Picture of the Year - (ژاپن)
- تاریخ معما، با بازی ایثن هاک - (ایالات متحده/کانادا)

N
- سلاح عریان دو و یک‌دوم: بوی ترس، کارگردانی شده توسط دیوید زاکر (فیلم‌ساز)، با بازی لسلی نیلسن، پریسیلا پریسلی، جرج کندی، روبرت گولت
- ناهار عریان ‌، کارگردانی شده توسط دیوید کراننبرگ، با بازی پیتر ولر و جودی دیویس - (کانادا/بریتانیا/ژاپن)
- Necessary Roughness، با بازی اسکات باکولا، هکتور الیزوندو، هارلی جین کوزک، کیتی ایرلند
- نیو جک سیتی، با بازی وسلی اسنایپس، آیس-تی، ماریو فن پیبلز، جاد نلسن
- شب روی زمین، با بازی جنا رولندز و وینونا رایدر
- Njan Gandharvan (I، Celestial Lover) - ( هند)
- بدون دخترم هرگز، با بازی سالی فیلد و آلفرد مولینا
- هیچ‌چیز به‌جز دردسر (فیلم ۱۹۹۱)، با بازی چوی چیس، دمی مور، دن اکروید، جون کندی

O
- هدف از زیبایی، با بازی جان مالکوویچ و اندی مک‌داول
- یک دزد (فیلم ۱۹۹۱) (Zong heng si hai)، کارگردانی شده توسط جان وو، با بازی چو یون فات و لسلی چونگ - (هنگ کنگ)
- Once Around، با بازی هالی هانتر، ریچارد درایفس، دنی آیلو، جنا رولندز
- روزی روزگاری در چین (Wong Fei Hung)، با بازی جت لی - (هنگ کنگ)
- یک پلیس خوب، با بازی مایکل کیتون و رنه روسو
- Only The Lonely، کارگردانی شده توسط کریس کلمبوس (فیلم‌ساز)، با بازی جون کندی، الای شیدی، مورین اوهارا، جیم بلوشی، آنتونی کوئین
- اسکار ‌، کارگردانی شده توسط جان لندیس، با بازی سیلوستر استالونه، مریسا تومی، وینسنت اسپانو، پیتر ریجرت، لیندا گری، تیم کوری
- پول دیگران، کارگردانی شده توسط نورمن جویسون، با بازی دنی دویتو، گریگوری پک، پایپر لوری، پنلوپه آن میلر، دین جونز (هنرپیشه)
- در جستجوی عدالت، با بازی استیون سیگال
- بیرون از زندگی (Hors la vie)، کارگردانی شده توسط مارون بغدادی، با بازی ایپولیت ژیراردو - (فرانسه)
- گاو نر (Oxen)، کارگردانی شده توسط سون نیکویست، با بازی استلان اسکارشگورد - (سوئد)

P-Q
- Pappa Ante Portas - (آلمان)
- پردیس ‌، با بازی ملانی گریفیث و دان جانسون
- Paris Trout، با بازی دنیس هاپر، باربارا هرشی و اد هریس
- Pastime، با بازی ویلیام راس، گلن پلامر، جفری تامبر
- Paths of Death و Angels (Halálutak és angyalok) - (مجارستان)
- The People Under the Stairs، کارگردانی شده توسط وس کریون، با بازی براندون آدامس و وینگ ریمز
- سلاح بی‌نقص، با بازی جف اسپیکمن
- نقطه شکست، کارگردانی شده توسط کاترین بیگلو، با بازی پاتریک سوویزی، کیانو ریوز و گری بیوسی
- سم ‌
- شاهزاده جزر و مد، کارگردانی شده توسط و با بازی باربارا استرایسند، به همراه نیک نولتی، بلایث دانر، ملیندا دیلون، جیسون گلد، جرج کارلین
- مدرک ‌، با بازی هوگو ویوینگ و راسل کرو - (استرالیا)
- Prospero's Books، کارگردانی شده توسط پیتر گرینوی، با بازی جان گیلگد - (بریتانیا/فرانسه)
- Pure Luck، با بازی دنی گلاور و مارتین شورت
- منطق کویینز، با بازی کوین بیکن، جو مانتگنا، جان مالکوویچ، جیمی لی کرتیس، لیندا فیورنتینو، کلوئه وب
- Quiet Days in اوت (Isyhes meres tou Avgoustou) - (یونان)

### R-Y
R
- A Rage in Harlem، کارگردانی شده توسط بیل دوک، با بازی فارست ویتاکر، گرگوری هاینز، رابین گیونز
- فانوس قرمز را برافراز (Dà Hóng Dēnglóng Gāogāo Guà)، کارگردانی شده توسط ژانگ ییمو، با بازی گونگ لی - (چین/هنگ کنگ/تایوان)
- رز پریشان، کارگردانی شده توسط مارتا کولیج، با بازی لورا درن، رابرت دووال، داین لد، لوکاس هاس
- The Rapture، کارگردانی شده توسط Michael Tolkin، با بازی میمی راجرز، دیوید دوکاونی، ویل پاتون
- در مورد هنری، کارگردانی شده توسط مایک نیکولز، با بازی هریسون فورد و آنت بنینگ
- Requiem pro panenku (Requiem for a Maiden) - (Czechoslovakia)
- بازگشت به مرداب آبی، با بازی میلا یوویچ و برایان کراوزه
- راپسودی در ماه اوت (Hachigatsu no rapusodī)، کارگردانی شده توسط آکیرا کوروساوا، با بازی ریچارد گی‌یر - (ژاپن)
- کمانه ‌، با بازی دنزل واشینگتن، جان لیسگو، لیندسی واگنر، آیس-تی
- Riki-Oh: The Story of Ricky (Lik Wong) - (هنگ کنگ)
- رابین هود: شاهزاده دزدان، با بازی کوین کاستنر، مورگان فریمن، مری الیزابت ماسترانتونیو، آلن ریکمن، کریستین اسلیتر
- موشک‌زن ‌، با بازی بیلی کمپل، جنیفر کانلی، تیموتی دالتون، آلن آرکین، پل سوروینو
- Rover Dangerfield، an animated film با بازی رادنی دنگرفیلد
- Run، با بازی پاتریک دمپسی
- راش ‌، با بازی جیسون پاتریک و جنیفر جیسن لی

S
- محبوب (فیلم ۱۹۹۱)، با بازی سانجی دات و سلمان خان - ( هند)
- خیابان (فیلم ۱۹۹۱)، با بازی سانجی دات و پوجا بات - ( هند)
- A Scene at the Sea (Ano natsu، ichiban shizukana umi)، کارگردانی شده توسط تاکشی کیتانو - (ژاپن)
- صحنه‌هایی از مرکز خرید، کارگردانی شده توسط پل مازورسکی، با بازی وودی آلن و بت میدلر
- Scorchers، با بازی فی داناوی و جیمز ارل جونز
- The Search for Signs of Intelligent Life in the Universe، با بازی لی‌لی تاملین
- Sebastian Star Bear: First Mission (Beertje Sebastiaan: De Geheime Opdracht) - (Netherlands)
- سایه‌ها و مه، کارگردانی شده توسط و با بازی وودی آلن به همراه میا فارو، جان مالکوویچ، جان کیوسک، مدونا
- از نفس افتاده (فیلم ۱۹۹۱)، کارگردانی شده توسط ولفگانگ پترسن، با بازی تام برنگر، گرتا اسکاکی، باب هاسکینز
- مبارزه نهایی در توکیوی کوچک، با بازی دولف لاندگرن و برندان لی
- سکوت بره‌ها ‌، کارگردانی شده توسط جاناتان دمی، با بازی جودی فاستر، آنتونی هاپکینز، اسکات گلن، تد لواین، آنتونی هیلد، دایان بیکر
- Silver Stallion (Eunma neun oji anhneunda) - (South Korea)
- اسلکر، کارگردانی شده توسط و با بازی ریچارد لینکلیتر
- خوابیدن با دشمن با بازی جولیا رابرتس، پاتریک برگین، کوین اندرسون (هنرپیشه)
- ظرف صابون (فیلم)، کارگردانی شده توسط مایکل هافمن (کارگردان)، با بازی سالی فیلد، کوین کلاین، رابرت داونی جونیور، الیزابت شو، ووپی گلدبرگ
- پیشتازان فضا ۶: کشور کشف‌نشده، با بازی ویلیام شاتنر، لئونارد نیموی، کریستوفر پلامر، کیم کاترال، براک پیترس، ایمان عبدالمجید
- Stepping Out، با بازی لایزا مینلی، جولی والترز، جین کراکوسکی، آندره‌آ مارتین، بیل اروین (هنرپیشه زاده ۱۹۵۰)، شلی وینترز
- Stone Cold، با بازی Brian Bosworth
- Strictly Business، با بازی تومی دیویدسون و هلی بری
- کماندوی فضایی، با بازی هالک هوگان، کریستوفر لوید، شلی دووال
- The Super، با بازی جو پشی
- گام معلق لک‌لک (To meteoro vima tou pelargou)، با بازی مارچلو ماسترویانی و ژن مورو - (یونان)
- کلید ‌، کارگردانی شده توسط بلیک ادواردز، با بازی الن بارکین، جیمی اسمیتس، لورین براکو
- Swordsmen in Double Flag Town (Shuang-Qi-Zhen daoke) - (چین)

T
- Talent for the Game، با بازی ادوارد جیمز آلموس، لورین براکو، تری کینی
- تصرف بورلی هیلز، با بازی کن وال و هارلی جین کوزک
- Teenage Mutant Ninja Turtles II: The Secret of the Ooze
- نابودگر ۲: روز داوری، کارگردانی شده توسط جیمز کامرون، با بازی آرنولد شوارتزنگر، لیندا همیلتون، رابرت پاتریک، ادوارد فرلانگ
- تلما و لوییز، کارگردانی شده توسط ریدلی اسکات، با بازی جینا دیویس، سوزان ساراندون، هاروی کایتل، مایکل مدسن، برد پیت
- Together Alone
- توتوی قهرمان (Toto le Héros) - (Belgium)
- تمام صبح‌های جهان (All the Mornings of the World)، با بازی ژان-پیر ماریل و ژرار دوپاردیو - (فرانسه)
- Towards Evening (Verso sera)، با بازی مارچلو ماسترویانی و ساندرین بونر - ( ایتالیا)
- Toy Soldiers، با بازی شان آستین، ویل ویتون، لوئیس گوست، جونیور، دنهلم الیوت
- Tricky Brains (Jing gu jyun ga)، با بازی اندی لاو - (هنگ کنگ)
- رنگ‌های واقعی (فیلم)، با بازی جان کیوسک و جیمز اسپیدر
- مدونا: راستی یا شهامت، a documentary on مدونا

U-V
- اولترا ‌، کارگردانی شده توسط ریکی توناتزی - ( ایتالیا)
- Under Suspicion، با بازی لیام نیسون و لورا سن جاکومو
- تا پایان جهان (Bis ans Ende der Welt)، کارگردانی شده توسط ویم وندرس، با بازی ویلیام هرت، سولوی دومارتان، سام نیل - (آلمان/فرانسه/استرالیا)
- ون گوک ‌، کارگردانی شده توسط موریس پیالا - (فرانسه)
- Victim of Love، با بازی پیرس برازنان، ویرجینیا مادسن، جوبت ویلیامز
- V.I. Warshawski، با بازی کاتلین ترنر
- Voyager، با بازی سام شپارد و ژولی دلپی - (آلمان)

W
- What About Bob?، کارگردانی شده توسط فرانک اوز، با بازی بیل مری، ریچارد درایفس، جولی هاگرتی، Charlie Korsmo، کاترین اربه
- جایی که فرشتگان از پا گذاشتن به آن می‌ترسند (فیلم)، با بازی هلنا بونهام کارتر، روپرت گراوس، جودی دیویس - (بریتانیا)
- سپیددندان ‌، با بازی ایثن هاک و کلاوس ماریا برانداور
- روسپی ‌، با بازی تریسا راسل
- Wild Hearts Can't Be Broken، با بازی گابریله انور
- Woman of the Port (La mujer del puerto) - (مکزیک)
- A Woman's Tale - (استرالیا)

Y
- سال اسلحه، کارگردانی شده توسط جان فرانکن‌هایمر، با بازی اندرو مک‌کارتی، والریا گولینو، شارون استون
- The Yes Man (Il Portaborse) - ( ایتالیا)
- Yumeji، کارگردانی شده توسط سیجون سوزوکی - (ژاپن)

## زادروزها
- ژانویه ۱۸ - بریت مک کیلیپ، بازیگر، خواننده
- ژانویه ۱۹ - ارین ساندرز، بازیگر آمریکایی
- ژانویه ۲۱ - Brittany Tiplady، بازیگر کانادایی
- ژانویه ۲۸ - کلم ورذی، بازیگر، موزیسین کانادایی
- فوریه ۱۰ - اما رابرتس بازیگر
- فوریه ۱۷ - بانی رایت، بازیگر
- فوریه ۱۸ - ملیس جو، بازیگر
- فوریه ۲۸ - سارا بولگر، بازیگر ایرلندی
- مارس ۶ - تایلر، د کریتور، رپر
- مارس ۸ - دوون ورکایزر، بازیگر
- مارس ۹ - Domo Genesis، رپر
- مارس ۱۹ - گرت کلیتون، بازیگر
- مارس ۲۵ - سیچل گابریل، بازیگر
- مارس ۲۸ - ایمی بروکنر، بازیگر
- آوریل ۴ - جیمی لین اسپیرز، بازیگر
- آوریل ۱۰
  - آجی میچالکا، خواننده و بازیگر آمریکایی
  - Sergiusz Żymełka، بازیگر لهستانی
- مه ۲۱ - سارا راموس، بازیگر
- ژوئن ۱۸ - ویلا هلند، بازیگر
- ژوئن ۲۹ - ادیسن تیملین، بازیگر
- ژوئیه ۵ - جیسون دولی، بازیگر
- ژوئیه ۶ - ویکتور تیویزول، بازیگر
- ژوئیه ۹ - میچل موسو، بازیگر
- ژوئیه ۱۲ - اریک پر سالیوان، بازیگر
- اوت ۱۲ - کیت استنفیلد، بازیگر
- اوت ۱۶ - ایوانا لینچ، بازیگر
- اوت ۱۷ - آستین باتلر، بازیگر
- اوت ۲۶ - دیلن اوبرایان، بازیگر
- اوت ۲۸ - کایل ماسسی، بازیگر
- سپتامبر ۵ - اسکندر کینس، بازیگر
- سپتامبر ۹ - کلسی چو، بازیگر
- سپتامبر ۲۰ - اسپنسر لاک، بازیگر
- اکتبر ۶ - روشون فگان، بازیگر آمریکایی، رقاص، و رپر
- اکتبر ۲۳ - سوفی اودا، بازیگر
- اکتبر ۲۸ - Mart Müürisepp، بازیگر استونیایی
- اکتبر ۳۱ - Jordan-Claire Green، بازیگر
- نوامبر ۸ - ریکر لینچ، بازیگر، خواننده، موزیسین
- نوامبر ۱۱ - کریستا بی آلن، بازیگر
- نوامبر ۱۳ - مت بنت، بازیگر
- نوامبر ۱۵ - شیلین وودلی، بازیگر

## درگذشت‌ها
| ماه     | روز | نام                      | سن | کشور         | شغل                            | فیلم‌های معروف                                                  |
| ژانویه  | ۴   | Richard Maibaum          | ۸۱ | ایالات متحده | فیلم‌نامه‌نویس                   | پنجه طلایی (فیلم) دکتر نو (فیلم)                               |
| ژانویه  | ۱۲  | کیه لوک                  | ۸۶ | چین          | بازیگر                         | گرملینز زنبور سبز (سریال)                                      |
| ژانویه  | ۱۴  | دیوید آرکین              | ۴۹ | ایالات متحده | بازیگر                         | همه مردان رئیس جمهور (فیلم) مش (فیلم)                          |
| ژانویه  | ۱۹  | دان بدو                  | ۸۷ | ایالات متحده | بازیگر                         | بهترین سال‌های زندگی ما شب شکارچی (فیلم)                        |
| ژانویه  | ۱۹  | Jo Eiخواننده             | ۸۱ | ایالات متحده | فیلم‌نامه‌نویس                   | گیلدا شب و شهر                                                 |
| ژانویه  | ۱۹  | جان راسل (هنرپیشه)       | ۷۰ | ایالات متحده | بازیگر                         | سوارکار رنگ‌پریده ریو براوو (فیلم)                              |
| ژانویه  | ۳۰  | جان مک‌اینتایر            | ۸۳ | ایالات متحده | بازیگر                         | روانی (فیلم ۱۹۶۰) جنگل آسفالت                                  |
| فوریه   | ۱   | James MacDonald          | ۸۴ | ایالات متحده | بازیگر، رهبر ارکستر            | مری پاپینز سیندرلا (فیلم ۱۹۵۰)                                 |
| فوریه   | ۱   | کارول دمپستر             | ۸۹ | ایالات متحده | بازیگر                         | Sally of the Sawdust Dream Street                              |
| فوریه   | ۲   | ناتالی کینگزتون          | ۸۵ | ایالات متحده | بازیگر                         | تارزان ملقب به ببر River of Romance                            |
| فوریه   | ۳   | نانسی کالپ               | ۶۹ | ایالات متحده | بازیگر                         | شین (فیلم) سابرینا (فیلم ۱۹۵۴)                                 |
| فوریه   | ۵   | دین جاگر                 | ۸۷ | ایالات متحده | بازیگر                         | کریسمس سفید (فیلم) المر گنتری (فیلم)                           |
| فوریه   | ۶   | دنی توماس                | ۷۷ | ایالات متحده | بازیگر                         | خواننده جاز (فیلم ۱۹۵۲) I'll See You in My Dreams              |
| فوریه   | ۲۴  | George Gobel             | ۷۱ | ایالات متحده | بازیگر                         | I Married a Woman The Birds and the Bees                       |
|         | ۲۴  | جین راجرز                | ۷۴ | ایالات متحده | بازیگر                         | فلش گوردون (مجموعه) Backlash                                   |
|         | ۲۶  | Slim Gaillard            | ۷۵ | ایالات متحده | خواننده، بازیگر                | Sweetheart of Sigma Chi Sky Bandits                            |
| مارس    | ۳   | ونس کالویگ               | ۷۲ | ایالات متحده | بازیگر                         | بسامد فرابالا (فیلم) بارفلای (فیلم)                            |
| مارس    | ۵   | Ian McLellan Hunter      | ۷۱ | بریتانیا     | فیلم‌نامه‌نویس                   | تعطیلات رمی Second Chorus                                      |
| مارس    | ۶   | سالوو رندونه             | ۸۴ | ایتالیا      | بازیگر                         | ساتیریکون فلینی دست‌ها روی شهر                                  |
| مارس    | ۷   | مورتون فاین              | ۷۴ | ایالات متحده | فیلم‌نامه‌نویس                   | گروبردار (فیلم) مقتدر یونانی                                   |
| مارس    | ۱۰  | Lee Quigley              | ۱۴ | بریتانیا     | بازیگر                         | سوپرمن ‌                                                        |
| مارس    | ۱۴  | هاوارد اشمن              | ۴۰ | ایالات متحده | آهنگساز، ترانه سرا             | پری دریایی کوچولو (فیلم ۱۹۸۹) دیو و دلبر (فیلم ۱۹۹۱)           |
| مارس    | ۱۵  | جرج شرمن                 | ۷۸ | ایالات متحده | کارگردان                       | جیک بزرگ سرقت (فیلم ۱۹۴۸)                                      |
| مارس    | ۱۸  | Narda Onyx               | ۵۹ | آلمان        | بازیگر                         | Jesse James Meets Frankenstein's Daughter Hitler               |
| مارس    | ۱۸  | ویلما بانکی              | ۹۰ | مجارستان     | بازیگر                         | The Winning of Barbara Worth Two Lovers                        |
|         | ۲۲  | گلوریا هولدن             | ۸۲ | بریتانیا     | بازیگر                         | زندگی امیل زولا Dracula's Daughter                             |
|         | ۲۳  | مونا ماریس               | ۸۷ | آرژانتین     | بازیگر                         | Romance of the Rio Grande The Falcon in Mexico                 |
|         | ۲۷  | آلدو ری                  | ۴۵ | ایالات متحده | بازیگر                         | ما فرشته نیستیم (فیلم ۱۹۵۵) Battle Cry                         |
|         | ۲۸  | کارلوس مونتالبان         | ۸۷ | مکزیک        | بازیگر                         | موزها غریبه‌ها در شهر (فیلم ۱۹۷۰)                               |
| آوریل   | ۳   | گراهام گرین              | ۸۶ | بریتانیا     | نویسنده                        | مرد سوم مأمور ما در هاوانا                                     |
| آوریل   | ۱۰  | کوین پیتر هال            | ۳۵ | ایالات متحده | بازیگر                         | غارتگر (فیلم) هری و خانواده هندرسون                            |
| آوریل   | ۱۰  | ناتالی شیفر              | ۹۰ | ایالات متحده | بازیگر                         | آناستازیا (فیلم ۱۹۵۶) گودال مار                                |
| آوریل   | ۱۲  | تام روسکوئی              | ۶۲ | ایالات متحده | بازیگر                         | پدرخوانده: قسمت دوم حادثه توماس کراون (فیلم ۱۹۶۸)              |
| آوریل   | ۱۶  | دیوید لین                | ۸۳ | بریتانیا     | کارگردان                       | لورنس عربستان (فیلم) دکتر ژیواگو (فیلم)                        |
| آوریل   | ۲۰  | دان سیگل                 | ۷۸ | ایالات متحده | کارگردان                       | هری کثیف تیرانداز (فیلم ۱۹۷۶)                                  |
| آوریل   | ۲۳  | ویلیام دوزیر             | ۸۳ | ایالات متحده | تهیه‌کننده                      | بتمن (فیلم ۱۹۶۶) ژیگولوی آمریکایی                              |
| آوریل   | ۲۶  | کارمینه کوپولا (آهنگساز) | ۸۰ | ایالات متحده | آهنگساز                        | اینک آخرالزمان پدرخوانده: قسمت سوم                             |
| آوریل   | ۲۶  | ای بی گوتری جونیور       | ۹۰ | ایالات متحده | فیلم‌نامه‌نویس                   | شین (فیلم) The Kentuckian                                      |
|         | ۲۸  | کن کرتیس                 | ۷۴ | ایالات متحده | بازیگر                         | جویندگان آلامو                                                 |
| مه      | ۱   | ریچارد تورپ              | ۹۵ | ایالات متحده | کارگردان                       | راک در زندان (فیلم) آیوانهو (فیلم ۱۹۵۲)                        |
| مه      | ۲   | یرژی کوشینسکی            | ۵۷ | لهستان       | فیلم‌نامه نویس، بازیگر          | حضور (فیلم) سرخ‌ها                                              |
| مه      | ۶   | ویلفرید هاید-وایت        | ۸۷ | بریتانیا     | بازیگر                         | بانوی زیبای من مرد سوم                                         |
| مه      | ۸   | Ronnie Brody             | ۷۲ | بریتانیا     | بازیگر                         | سوپرمن ۳ A Funny Thing Happened on the Way to the Forum        |
|         | ۱۱  | دینو دی لوکا             | ۸۸ | ایتالیا      | بازیگر                         | کاردینال (فیلم ۱۹۶۳) زن نابینای سورنتو                         |
|         | ۱۵  | رونالد لیسی              | ۵۵ | بریتانیا     | بازیگر                         | مهاجمان صندوق گمشده گوشت و خون (فیلم ۱۹۸۵)                     |
|         | ۱۸  | Edwina Booth             | ۸۶ | ایالات متحده | بازیگر                         | گشت نیمه‌شب The Vanishing Legion                                |
|         | ۱۸  | موریل باکس               | ۸۵ | بریتانیا     | کارگردان، نویسنده              | The Truth About Women The Seventh Veil                         |
|         | ۲۳  | Fletcher Markle          | ۷۰ | کانادا       | کارگردان                       | مردی با ردا Jigsaw                                             |
|         | ۲۶  | Eugène Lourié            | ۸۸ | اکراین       | کارگردان هنری                  | روشنی‌های صحنه برانکو بیلی                                      |
|         | ۲۹  | کورال براون              | ۷۷ | استرالیا     | بازیگر                         | عمه میم (فیلم) The Killing of Sister George                    |
|         | ۳۱  | Manolo Gómez Bur         | ۷۴ | اسپانیا      | فیلم‌بردار، کارگردان، تهیه‌کننده | Amor a la española Una chica casi decente                      |
| ژوئن    | ۳   | ایوا لو گالین            | ۹۲ | بریتانیا     | بازیگر                         | رستاخیز شاگرد شیطان (فیلم ۱۹۵۹)                                |
| ژوئن    | ۸   | هایدی برول               | ۴۹ | آلمان        | بازیگر                         | کاپیتان سندباد تحریم آیگر (فیلم)                               |
| ژوئن    | ۱۲  | پگی اشکرافت              | ۸۳ | بریتانیا     | بازیگر                         | گذرگاهی به هند (فیلم) When the Wind Blows                      |
| ژوئن    | ۱۲  | برنارد میلز              | ۸۳ | بریتانیا     | بازیگر                         | مردی که زیاد می‌دانست (فیلم ۱۹۵۶) آرزوهای بزرگ (فیلم ۱۹۴۶)      |
| ژوئن    | ۱۵  | بری کلی                  | ۸۲ | ایالات متحده | بازیگر                         | جنگل آسفالت کاندیدای منچوری (فیلم ۱۹۶۲)                        |
| ژوئن    | ۱۶  | جوآن کالفیلد             | ۶۹ | ایالات متحده | بازیگر                         | The Unsuspected آسمان‌های آبی                                   |
| ژوئن    | ۱۸  | رونالد آلن               | ۶۰ | بریتانیا     | بازیگر                         | A Night to Remember                                            |
|         | ۱۹  | جین آرتور                | ۹۰ | ایالات متحده | بازیگر                         | آقای اسمیت به واشینگتن می‌رود شین (فیلم)                        |
|         | ۲۱  | Ivor Salter              | ۶۵ | بریتانیا     | بازیگر                         | On the Buses                                                   |
|         | ۲۳  | لئا پادووانی             | ۷۰ | ایتالیا      | بازیگر                         | Three Steps North مزاحم (فیلم ۱۹۵۶)                            |
|         | ۲۷  | میلتون سوباتسکی          | ۷۰ | بریتانیا     | تهیه‌کننده                      | مرد چمن‌زن (فیلم) Maximum Overdrive                             |
|         | ۳۰  | John B. Goodman          | ۸۹ | ایالات متحده | Art کارگردان                   | محکم دارشان بزن سایه یک شک                                     |
| ژوئیه   | ۱   | مایکل لندون              | ۵۴ | ایالات متحده | بازیگر                         | I Was a Teenage Werewolf The Legend of Tom Dooley              |
| ژوئیه   | ۲   | Don Houghton             | ۶۱ | فرانسه       | فیلم‌نامه‌نویس                   | Dracula A.D. 1972 The Satanic Rites of Dracula                 |
| ژوئیه   | ۲   | لی رمیک                  | ۵۵ | ایالات متحده | بازیگر                         | روزگار شراب و گل‌های سرخ تشریح یک قتل                           |
|         | ۵   | میلدرد دانوک             | ۹۰ | ایالات متحده | بازیگر                         | The Story on Page One باترفیلد ۸                               |
|         | ۸   | جیمز فرنسیسکس            | ۵۷ | ایالات متحده | بازیگر                         | در زیر سیاره میمون‌ها مارونید                                   |
|         | ۱۵  | برت کونوی                | ۵۷ | ایالات متحده | بازیگر                         | Semi-Tough Weekend Warriors                                    |
| اوت     | ۱۲  | Don Dubbins              | ۶۵ | ایالات متحده | بازیگر                         | ستایش از یک مرد بد From the Earth to the Moon                  |
|         | ۱۶  | لوئیجی زامپا             | ۸۶ | ایتالیا      | کارگردان                       | The Traffic Policeman Difficult Years                          |
|         | ۲۱  | ریچارد ویلسون (کارگردان) | ۷۵ | ایالات متحده | کارگردان                       | دعوت از یک تیرانداز آل کاپون (فیلم)                            |
|         | ۲۲  | کالین دوهرست             | ۶۷ | کانادا       | بازیگر                         | داستان راهبه (فیلم) The Last Run                               |
|         | ۲۹  | دالاس آدامز              | ۴۴ | بریتانیا     | بازیگر                         | The Abominable Dr. Phibes شاه رالف                             |
|         | ۲۹  | Dixie Dunbar             | ۷۲ | ایالات متحده | بازیگر                         | Educating Father Sing and Be Happy                             |
|         | ۳۰  | Alan Wheatley            | ۸۴ | بریتانیا     | بازیگر                         | صخره برایتون (فیلم ۱۹۴۷) پیشرفت (فیلم ۱۹۴۵)                    |
| سپتامبر | ۳   | فرانک کاپرا              | ۹۴ | ایالات متحده | کارگردان                       | در یک شب اتفاق افتاد آقای اسمیت به واشینگتن می‌رود              |
| سپتامبر | ۴   | تام ترایون               | ۶۵ | ایالات متحده | بازیگر                         | کاردینال (فیلم ۱۹۶۳) در راه خطر                                |
| سپتامبر | ۷   | Ben Piazza               | ۵۸ | ایالات متحده | بازیگر                         | The Bad News Bears درخت اعدام                                  |
| سپتامبر | ۸   | برد دیویس (هنرپیشه)      | ۴۱ | ایالات متحده | بازیگر                         | قطار سریع‌السیر نیمه‌شب ارابه‌های آتش                             |
| سپتامبر | ۸   | الکس نورث                | ۸۰ | بریتانیا     | آهنگساز                        | زنده‌باد زاپاتا! کفش‌های ماهیگیر                                 |
| سپتامبر | ۱۳  | جو پاسترناک              | ۸۹ | ایالات متحده | تهیه‌کننده                      | کاراسوی بزرگ The Courtship of Eddie's Father                   |
| سپتامبر | ۱۴  | جولی بوواسو              | ۶۱ | ایالات متحده | بازیگر                         | تب شب یکشنبه ماه‌زده                                            |
| سپتامبر | ۱۵  | جان هویت                 | ۸۵ | ایالات متحده | بازیگر                         | مدرسه اوباش و اراذل حمله مردم عروسکی                           |
| سپتامبر | ۱۶  | کارول وایت               | ۴۸ | بریتانیا     | بازیگر                         | Daddy's Gone A-Hunting Something Big                           |
| سپتامبر | ۲۵  | ویوین رومنس              | ۷۹ | فرانسه       | بازیگر                         | لیلیوم (نمایشنامه) La Bandera                                  |
| اکتبر   | ۹   | Thalmus Rasulala         | ۵۱ | ایالات متحده | بازیگر                         | Cool Breeze Mr. Ricco                                          |
| اکتبر   | ۱۱  | رد فاکس                  | ۶۸ | ایالات متحده | بازیگر، کمدین                  | Cotton Comes to Harlem شب‌های هارلم                             |
| اکتبر   | ۱۲  | Diana Gibson             | ۷۶ | ایالات متحده | بازیگر                         | Adventure's End Behind the Headlines                           |
| اکتبر   | ۱۲  | آلین مک‌ماهون             | ۹۲ | ایالات متحده | بازیگر                         | مردی از لارامی Diamond Head                                    |
| اکتبر   | ۱۲  | رجیس تومی                | ۹۳ | ایالات متحده | بازیگر                         | منشی همه‌کاره او ملاقات با جان دو                               |
| اکتبر   | ۱۴  | جین رادنبری              | ۷۰ | ایالات متحده | تهیه‌کننده                      | پیشتازان فضا: فیلم پیشتازان فضا ۵: واپسین مانع                 |
| اکتبر   | ۲۲  | جودی کلی                 | ۷۷ | استرالیا     | بازیگر                         | Dead of Night پریمیر (فیلم)                                    |
|         | ۲۵  | John Stratton            | ۶۵ | بریتانیا     | بازیگر                         | دریای بی‌رحم (فیلم ۱۹۵۳) Frankenstein and the Monster from Hell |
| نوامبر  | ۲   | ایروین آلن               | ۷۵ | ایالات متحده | تهیه‌کننده                      | ماجرای پوزیدون (فیلم ۱۹۷۲) آسمانخراش جهنمی                     |
| نوامبر  | ۵   | فرد مک‌موری               | ۸۳ | ایالات متحده | بازیگر                         | غرامت مضاعف (فیلم) شورش کین (فیلم)                             |
| نوامبر  | ۶   | جین تیرنی                | ۷۰ | ایالات متحده | بازیگر                         | به خدا واگذارش کن لورا (فیلم ۱۹۴۴)                             |
| نوامبر  | ۱۱  | Tutte Lemkow             | ۷۳ | بریتانیا     | بازیگر، طراح رقص               | تیری در تاریکی بازرس کلوزو (فیلم)                              |
| نوامبر  | ۱۲  | Diane Brewster           | ۶۰ | ایالات متحده | بازیگر                         | Torpedo Run فیلادلفیایی‌های جوان                                |
| نوامبر  | ۱۲  | گابریله تینتی            | ۵۹ | ایتالیا      | بازیگر                         | Son of Django امانوئل در آمریکا                                |
| نوامبر  | ۱۳  | ایو مونتان               | ۷۰ | فرانسه       | بازیگر، خواننده                | مزد ترس (فیلم) در یک روز آفتابی همه‌جا را می‌توانی ببینی         |
| نوامبر  | ۱۴  | تونی ریچاردسون           | ۶۳ | بریتانیا     | کارگردان                       | تام جونز (فیلم ۱۹۶۳) هملت (فیلم ۱۹۶۹)                          |
| نوامبر  | ۲۰  | دنیل من                  | ۸۹ | ایالات متحده | کارگردان                       | برگرد، شبای کوچک خال گل سرخ                                    |
| نوامبر  | ۲۳  | کلاوس کینسکی             | ۶۵ | آلمان        | بازیگر                         | آگیره، خشم پروردگار نوسفراتو، خون‌آشام                          |
|         | ۲۷  | رالف بلامی               | ۸۷ | ایالات متحده | بازیگر                         | اماکن تجاری (فیلم) منشی همه‌کاره او                             |
| دسامبر  | ۵   | Robert Karvelas          | ۷۰ | ایالات متحده | بازیگر                         | Freaky Friday The Nude Bomb                                    |
| دسامبر  | ۱۱  | پت والش                  | ۹۱ | ایالات متحده | بازیگر                         | جادوگر شهر از ‌                                                 |
|         | ۱۱  | Robert Q. Lewis          | ۷۰ | ایالات متحده | بازیگر                         | Ski Party عشق‌بازی به‌یادماندنی                                  |
|         | ۱۵  | النور بردمن              | ۹۳ | ایالات متحده | بازیگر                         | Vanity Fair جان‌فروشی                                           |
|         | ۱۹  | پائول مکسول              | ۷۰ | بریتانیا     | بازیگر                         | ایندیانا جونز و آخرین جنگ صلیبی بیگانه‌ها (فیلم)                |
|         | ۲۸  | کاساندرا هریس            | ۴۳ | استرالیا     | بازیگر                         | مقتدر یونانی زخم عمیق (فیلم ۱۹۸۰)                              |

## فیلم اولی
- هلی بری - تب جنگل
- استیو کارل - سوسو زدن
- جیمز کاویزل - آیداهوی اختصاصی خودم
- موریس چسنات - پسرا و محله
- کلیفتن کلینز جونیور - گرند کنیون ‌
- آیس کیوب - Boyz n the Hood
- لئوناردو دی‌کاپریو - مخلوقات ۳
- برندن فریزر - تن‌به‌تن هوایی ‌
- ادوارد فرلانگ - نابودگر ۲: روز داوری
- جنین گرافلو - برای شام دیر است
- پل جیاماتی - نیمه‌شب گذشته
- جیک جیلنهال - حقه‌بازان شهر
- فیلیپ سیمور هافمن - Triple Bogey on a Par Five Hole
- رجینا کینگ - Boyz n the Hood
- کویین لطیفه - Jungle Fever
- دنیس لری - Strictly Business
- تیا لئونی - کلید ‌
- جولیانا مارگولیس - در جستجوی عدالت
- برکین مایر - فردی مرده‌است: آخرین کابوس
- کتی ناجیمی - راه سخت
- تندی نیوتون - لاس زدن ‌
- دیوید شویمر - پرواز مزاحم
- توپاک شکور - هیچ چیز بجز دردسر
- مارلی شلتن - Grand Canyon
- جرمی سیستو - Grand Canyon
- گوئینت پالترو - فریاد ‌
- آیزیا واشینگتن - رنگ عشق
- کیمبرلی ویلیامز-پیزلی - پدر عروس ‌
- ریس ویترسپون - مرد توی ماه